# Готическая архитектура во Франции

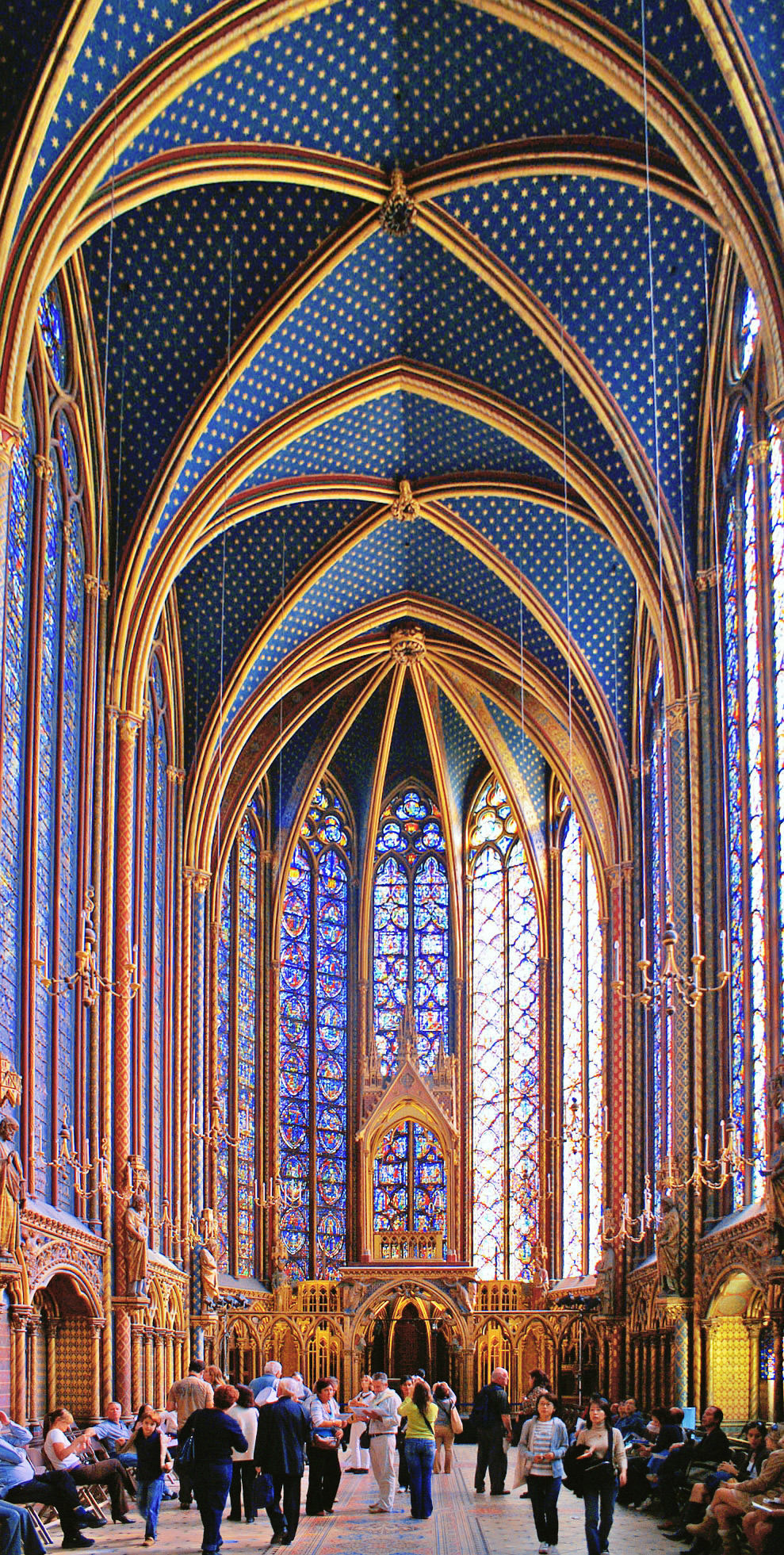
Верхняя капелла Сент-Шапель.

Готическая архитектура во Франции — архитектурный стиль, который был широко распространен на территории современной Франции с 40-х годов XII века до начала XVI века, когда ему на смену пришёл Ренессанс. Зародившись в королевском домене в центре страны, готический стиль быстро распространился на территорию всей Франции и за её пределы. Мастерство архитекторов достигло своего пика в середине XIII века, после чего развитие шло путём применения прикладных ремесел, в частности, обработки камня.
Готика как французский стиль (лат. francigenum opus) стала образцом для подражания на территории большинства стран Западной и Центральной Европы, в которых она приобретала черты, характерные для их архитектурных традиций.
Отдельные архитектурные памятники в готическом стиле или же исторические ансамбли, включающие готические сооружения, главным образом, соборы, были включены в Список объектов Всемирного наследия ЮНЕСКО во Франции.

## История возникновения готики во Франции

### Политический контекст

Территориальная раздробленность Франции в 1180 г. Голубым цветом выделена территория королевского домена

В начале XII века территория современной Франции была раздроблена на несколько феодальных образований — графства и герцогства. Только небольшая часть нынешней территории, район современного региона Иль-де-Франс, управлялась королями из династии Капетингов и уже называлась Францией. Власть короля по сравнению с властью соседствующих с ним графов и герцогов была невелика. Единственной, но очень важной отличительной чертой королевской власти являлся её сакральный характер. Считалось, что короли наделяются властью исключительно Богом при исполнении обряда миропомазания. По легенде, святая ампула с миррой была принесена ангелом с небес при крещении Хлодвига I в 496 г. Миропомазание стало неотъемлемым обрядом при короновании всех французских королей начиная с Карла Лысого в 869 г. до событий, сопровождавших Великую Французскую революцию. Эта особенность королевской власти стала той движущей силой, благодаря которой новому стилю архитектуры подражали на всей территории нынешней Франции и большей часть Европы в период высокого и позднего средневековья.

### Роль собора в средневековом городе
Собор был центром городской жизни в эпоху Средневековья. По воскресеньям в нём проходили мессы и религиозные церемонии. В остальные дни недели там велись деловые переговоры между купцами, шли заседания городской общины, имели место встречи простых горожан и, даже, детские игры. Собор играл большую роль в образовании, поскольку витражи представляли собой целые книги по религии, истории, ремеслам. Церкви служили убежищем для подозреваемых в преступлениях, которые хотели быть судимы по епископским законам, а не городским судом. Кроме решающей роли в общественной жизни города, собор играл не меньшую роль в его планировке. Ни одно здание не должно было соперничать с ними по высоте. Таким образом, собор определял силуэт города и, как правило, был виден издалека. Все улицы расходились от паперти, причем, чем ближе к собору, тем плотность улиц и домов увеличивалась. К концу средневековья паперти многих соборов были полностью застроены.
Место собора в городской среде

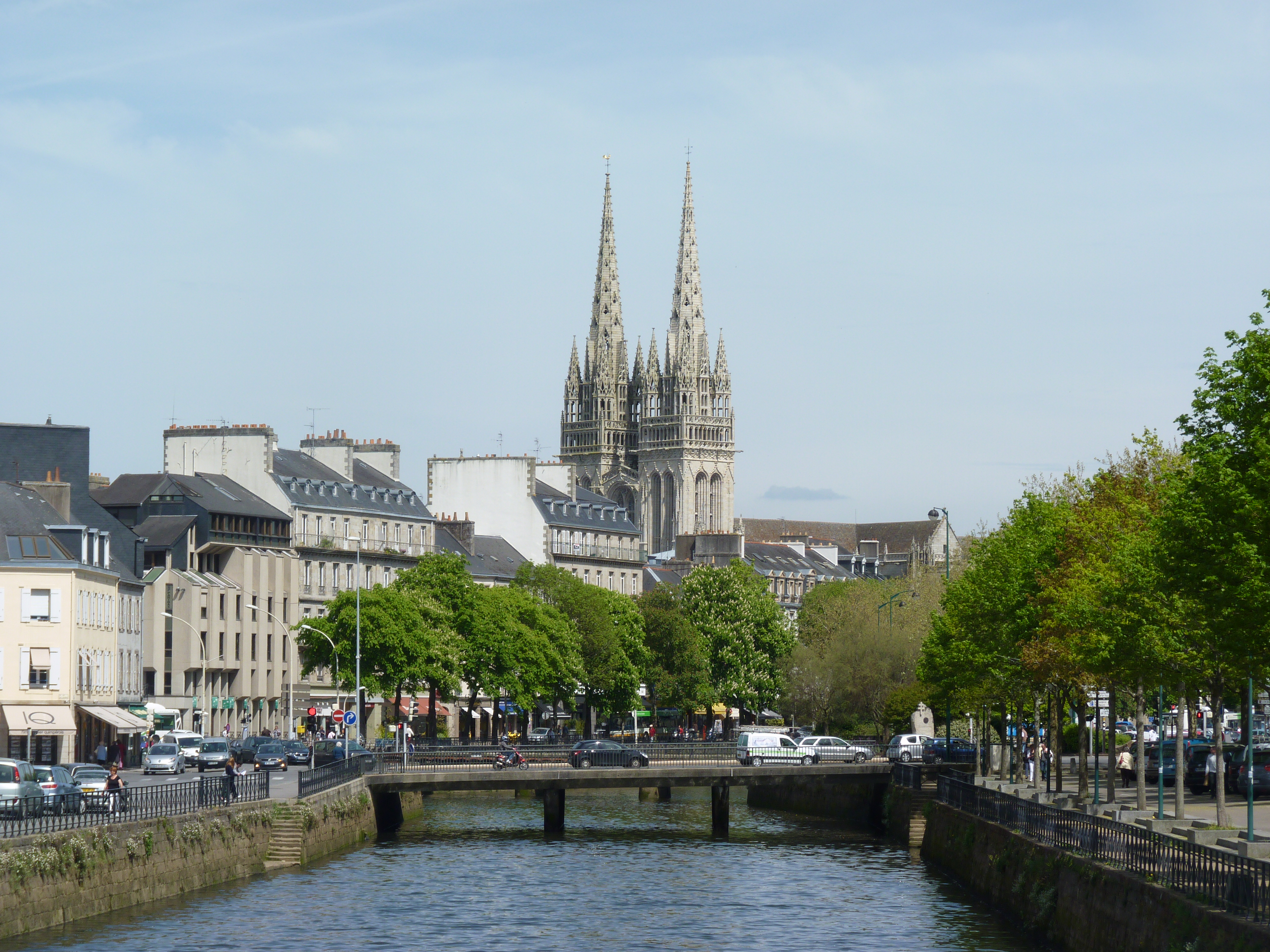
Собор в панораме Кемпера
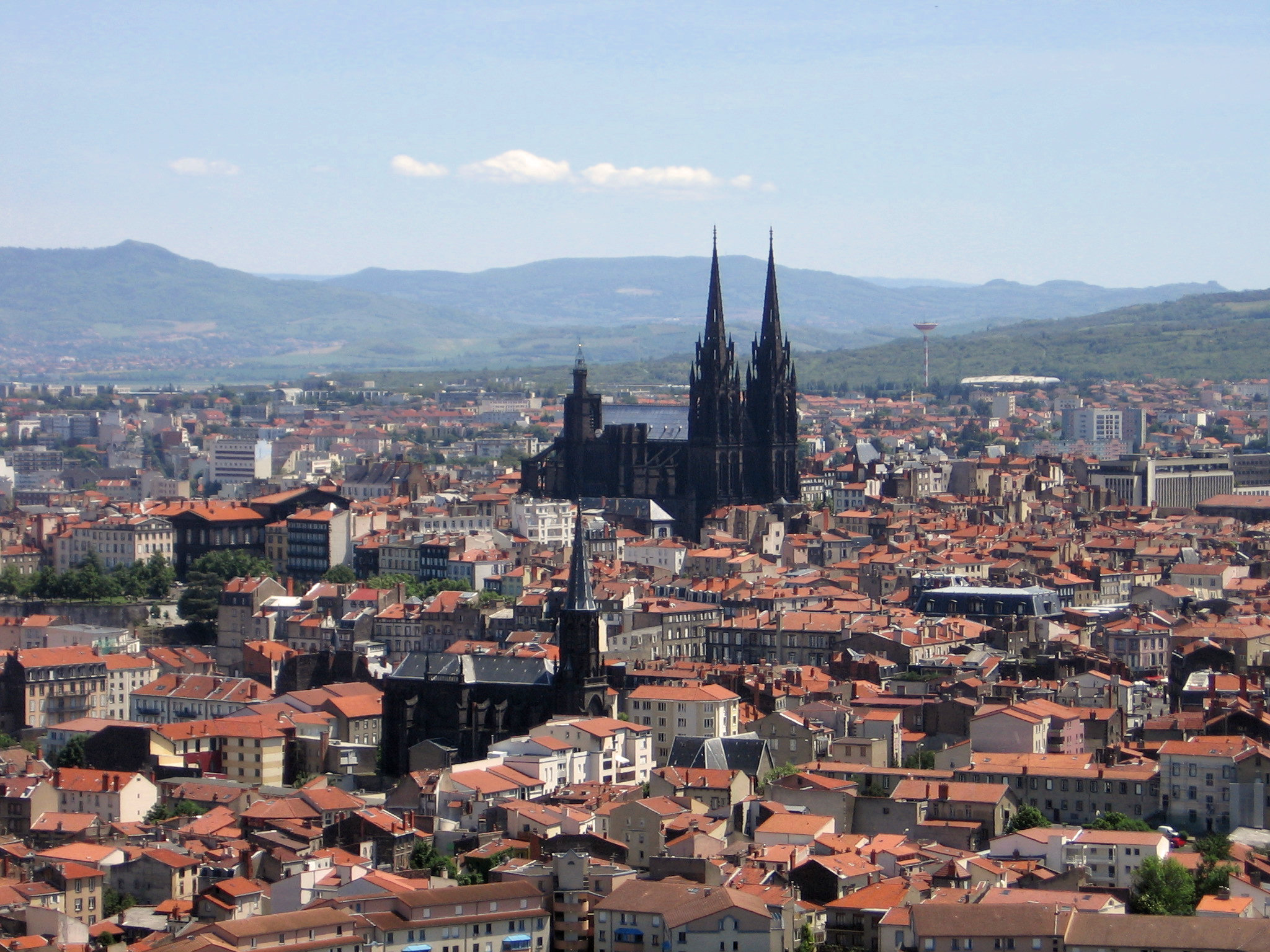
Собор в панораме Клермон-Феррана
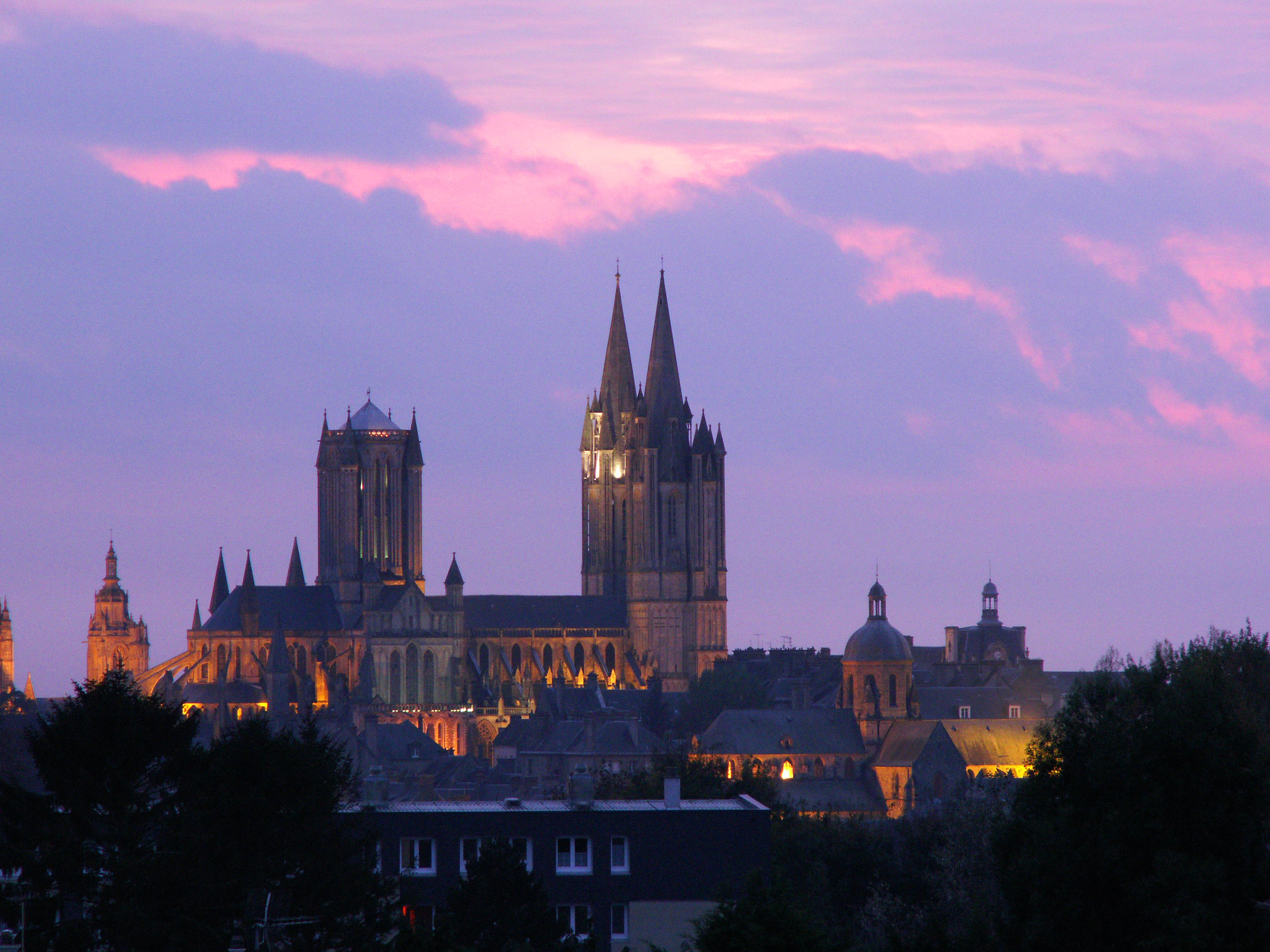
Собор в панораме Кутанса
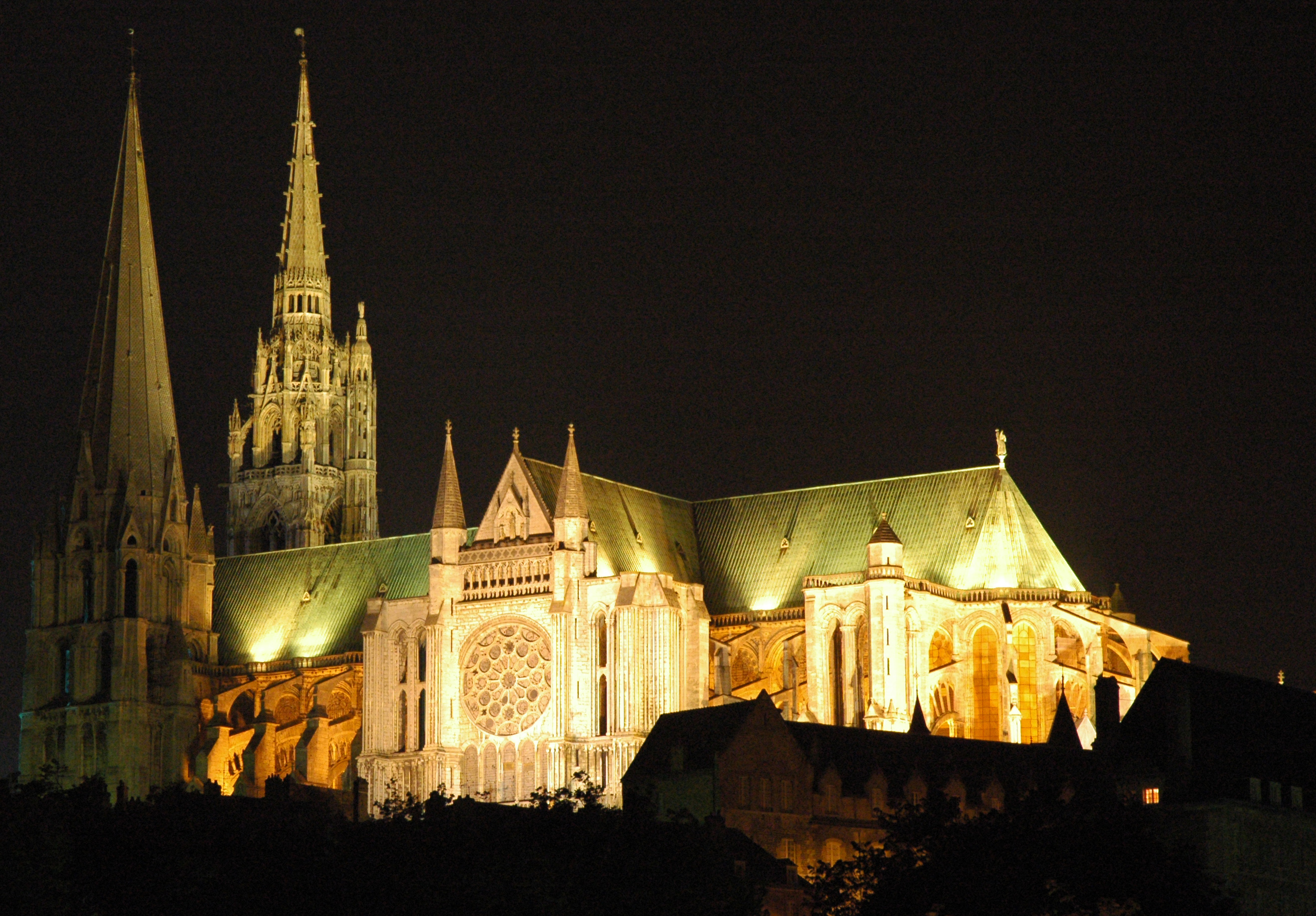
Собор в панораме Шартра
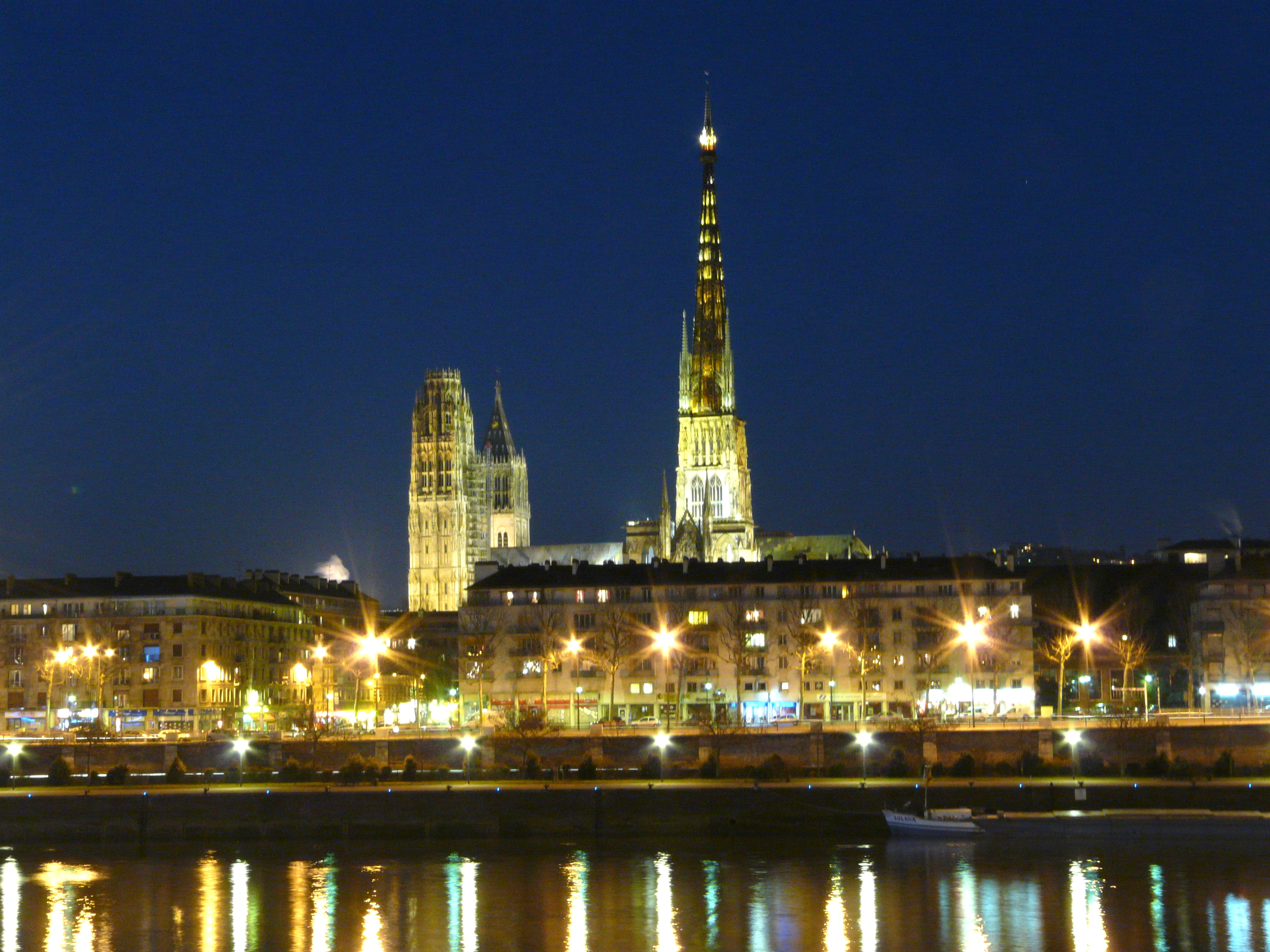
Собор в панораме Руана
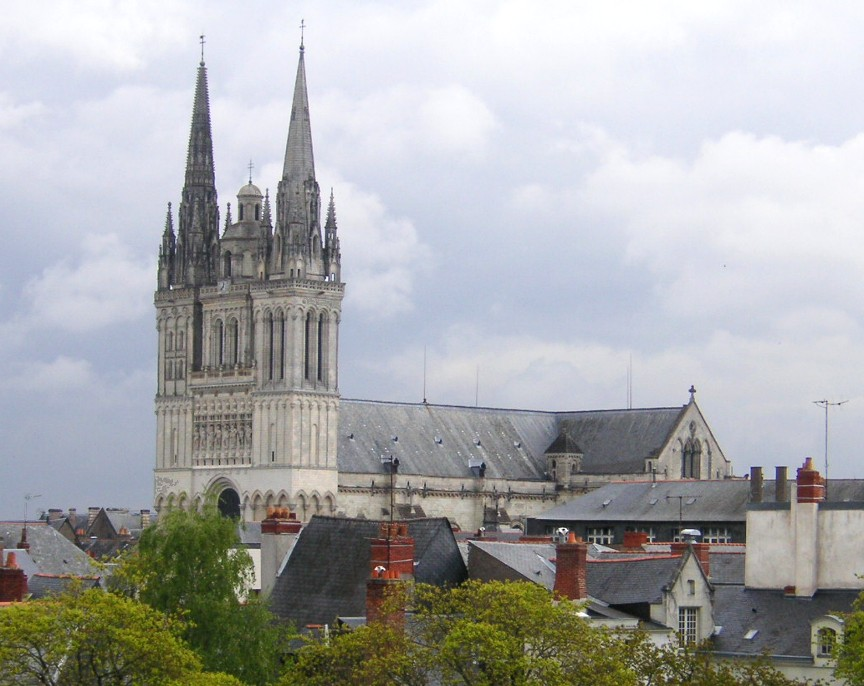
Собор в панораме Анжера

### Истоки готики
В начале XII века в Европе господствовала романская архитектура с присущими ей толстыми стенами, тяжеловесными полуциркульными арками и сводами. В то же время при строительстве церковных сооружений отдельных регионов использовались стрельчатые арки и реберные своды — важнейшие элементы готической архитектуры. Реберный крестовый свод был известен ещё в эпоху раннего средневековья в Азии и активно использовался в Нормандии. В романской архитектуре ребра свода носили только декоративную функцию и не играли роли несущей конструкции. Стрельчатая арка же была широко распространена в Бургундии.

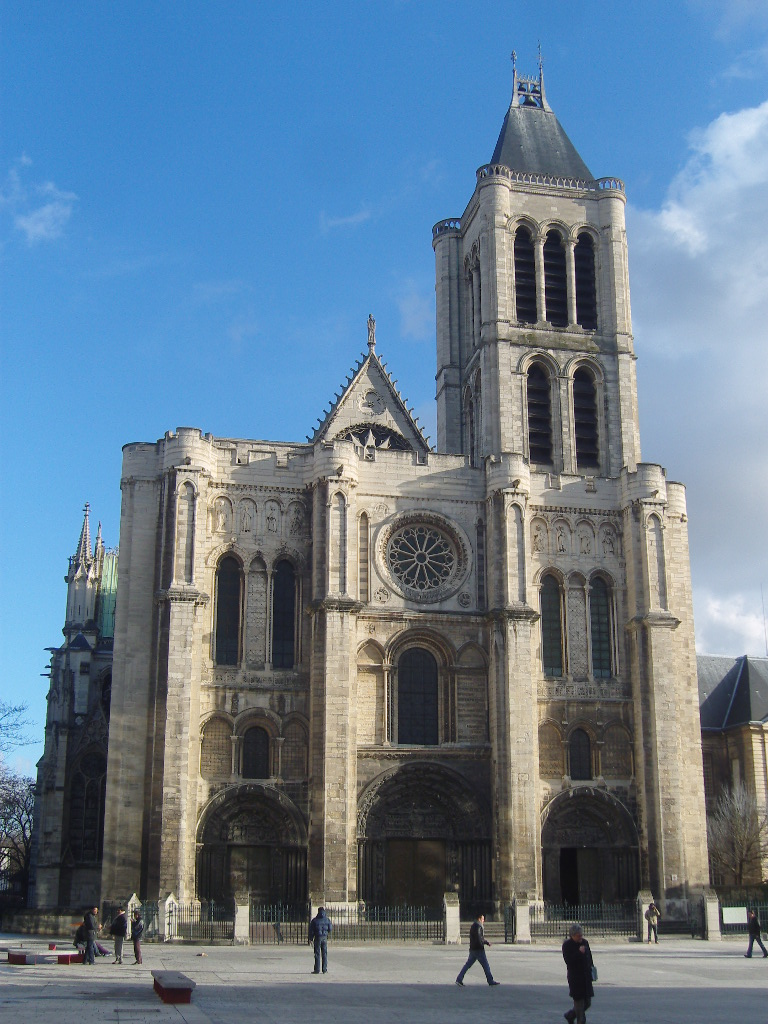
Западный фасад базилики Сен-Дени. Современное состояние

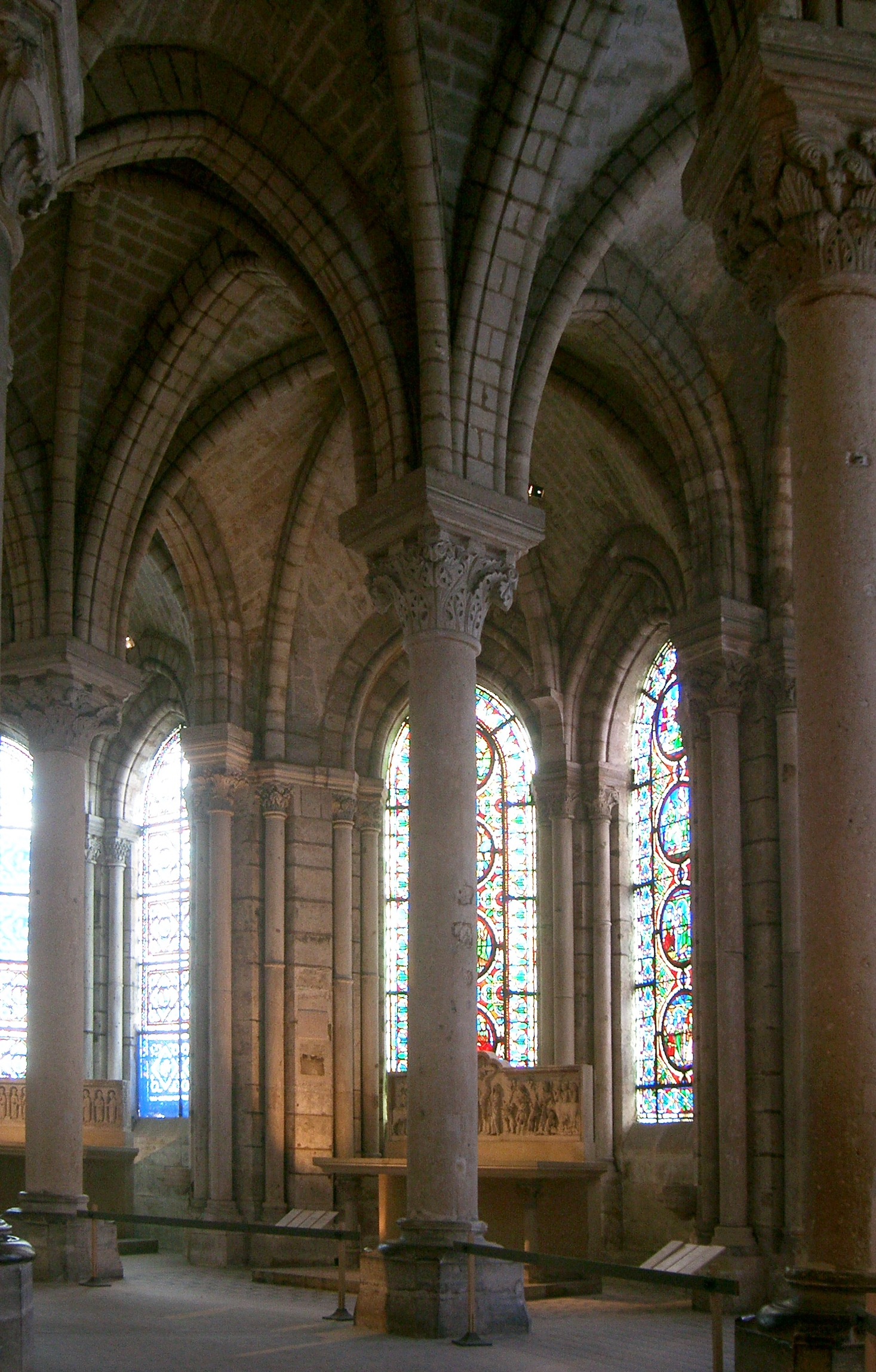
Базилика Сен-Дени. Деамбулаторий

Около 1135 года архиепископ Санса решил построить новый собор на месте старого, романского. При этом были одновременно использованы реберный свод и стрельчатая арка. Примерно в это же время аббат Сугерий, советник Людовика VI и Людовика VII, решил реконструировать церковь вверенного ему аббатства Сен-Дени на севере от Парижа. Это аббатство служило королевской усыпальницей французских королей и в ней хранились мощи Святого Дионисия, первого епископа Парижа. Целью реконструкции было поднять престиж власти французского короля и распространить его влияние за пределы королевских владений путём напоминания соседям о сакральном характере его власти.
Реконструкция началась с обновления западного фасада по схеме, заимствованной из Нормандии: нижний ярус, состоящий из трех порталов, средний ярус со световым проемом, и верхний ярус — две башни. Эта схема впоследствии стала классической для больших соборов на территории Франции. В 1140 году, после завершения строительства нового западного фасада, началось обновление хора с использованием нового стиля, заимствованного из собора в Сансе. Решено было создать деамбулаторий с венцом капелл, причем капеллы не были изолированы от друг друга, а перекрывались крестовыми реберными сводами, поддерживаемыми общими тонкими колоннами. В стенах же были проделаны широкие окна, украшенные витражами. Обновленная церковь была освящена в 1144 году. После этого события новый стиль начали заимствовать при строительстве и реконструкции соборов и церквей в регионах, соседствующих с Иль-де-Франс.

## Основные этапы развития готической архитектуры

### Ранняя готика — XII в.
Первые попытки применить нервюрный свод в перекрытии главного нефа произошли в Англии в романском соборе города Дарема. Около 1130 года аббат Сугерий начал перестройку базилики Сен-Дени, сделав хоры в готическом стиле, от которых в неизменном виде дошли нижние части: капеллы и деамбулаторий вокруг абсиды. Первым полностью готическим собором стал Санский собор (начат в 1130), за ним последовали соборы в Санлисе (1150), Нуайоне (1150) и Лане (1190). Наиболее масштабным памятником ранней готики являются западный фасад и хоры собора Парижской Богоматери (нач. 1160), хотя в целом именно это здание подвергалось реконструкциям неоднократно. Раннеготическим является в нижней части западный фасад Шартрского собора, в то время как основной объём уже представляет более зрелый высокий стиль.
Конструктивно раннеготические соборы характеризуются применением шестичастного свода, в основе которого лежат полуциркульные (не стрельчатые) диагональные нервюры и стрельчатые щековые арки. Распор свода главного нефа воспринимается контрфорсами через аркбутаны. По вертикали здание делится на четыре (аркада, эмпоры, трифорий и окна) яруса или, реже, на три, причём выпадает либо трифорий, либо эмпоры. Трёхъярусное строение встречается чаще в Англии.
В связи с тем, что здание постепенно превращается в несущий каркас, появляется возможность увеличить проёмы и заполнить их сначала лёгкими, а потом и светопрозрачными конструкциями, и развивается искусство витража. Характерной чертой готики являются круглы окна-розы, которые во Франции символизируют Богоматерь. Переплёты раннеготических окон — прорезные, с достаточно большими непрозрачными сегментами.
Скульптура ранней готики недалеко ушла от романской. Она располагается также, главным образом, на фасаде в порталах, и характеризуется удлинёнными пропорциями фигур, статичными позами, спокойными выражениями лиц и известной долей условности в изображении. Молдинги, колонки и профили — крупных форм, капители украшены условной лиственной резьбой.

### Высокая готика — XIII в.
Важнейшими памятниками стиля являются соборы в Шартре, Реймсе, Амьене, Бове и Бурже. Характерные черты стиля — высокие пропорции, реалистическая скульптура для украшения, вышедшая за пределы люнет в порталах, гармоничная и тонкая проработка профилировок и переплётов больших по сравнению с предыдущими эпохами окон, заполненных витражами, круглые окна-розы, светлые интерьеры. Часто считается высшим достижением готической архитектуры

### Поздняя готика — XIV—XV вв.
К окончанию правления Людовика Святого Франция считалась самым могущественным государством в Европе. Готическое искусство достигло своего пика, были установлены стандарты композиции, конструкции, строительных приемов церковных зданий, поэтому сократилось поле для экспериментов. Структура зданий практически не менялась, или, даже, наблюдались некоторые упрощения. Во время Столетней войны церковное строительство замедлилось, а после её окончания строительство набрало новые обороты: были завершены многие недостроенные сооружения, перестроены многие старые в более современном стиле и начато строительство новых.
Начало периода поздней готики трактуется по-разному: от окончания правления Людовика Святого (1270 г.), от начала Столетней войны (1337 г.). В любом случае, новые здания, сравнимые с соборами высокой готики (исключение — собор в Орлеане) не закладывались, шло медленное завершение ранее начатых (соборы в Осере, Эврё, собор и церковь Сент-Уан в Руане) с использованием отдельных достижений лучистого стиля.
Возрождение славы готической архитектуры началось с окончанием войны и появлением так называемого «пламенеющего стиля» поздней готики. Отдельные его элементы видны в часовнях собора Амьена уже в последней трети XIV века. Термин «пламенеющая готика» возник благодаря характерной форме кривых в виде пламени или рыбьего пузыря в оформлении окон, щипцов, поверхностей стен.
Основные особенности этого периода:
- богатый декор
- усложнение формы свода
- колонны аркады не прерываются капителями и плавно переходят в нервюры свода
- упрощение конструкции (двухуровневое членение стен без трифория или трехуровневое с глухим трифорием)

Характерные черты поздней готики

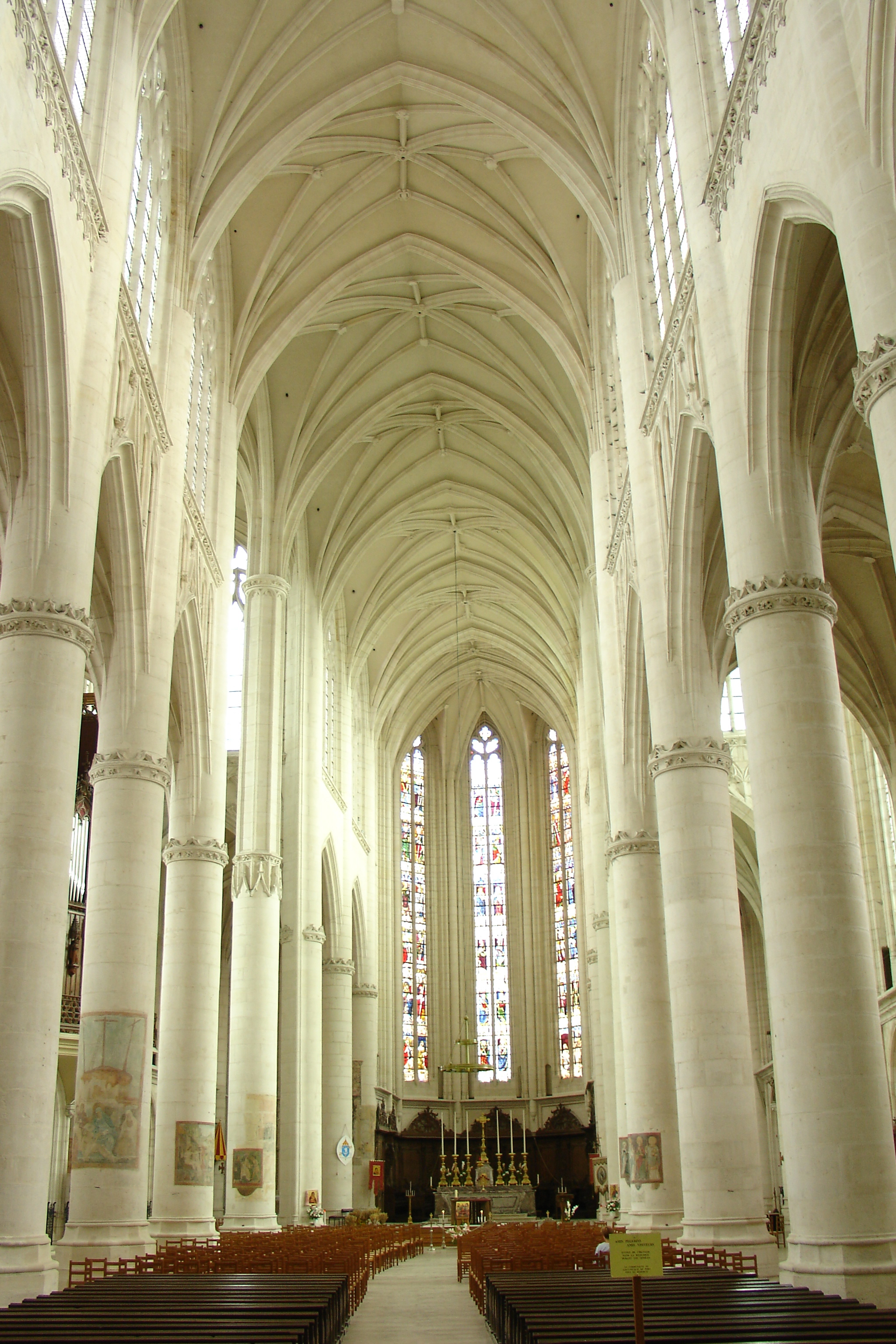
Неф базилики Сен-Николя-де-Пор не имеет трифория
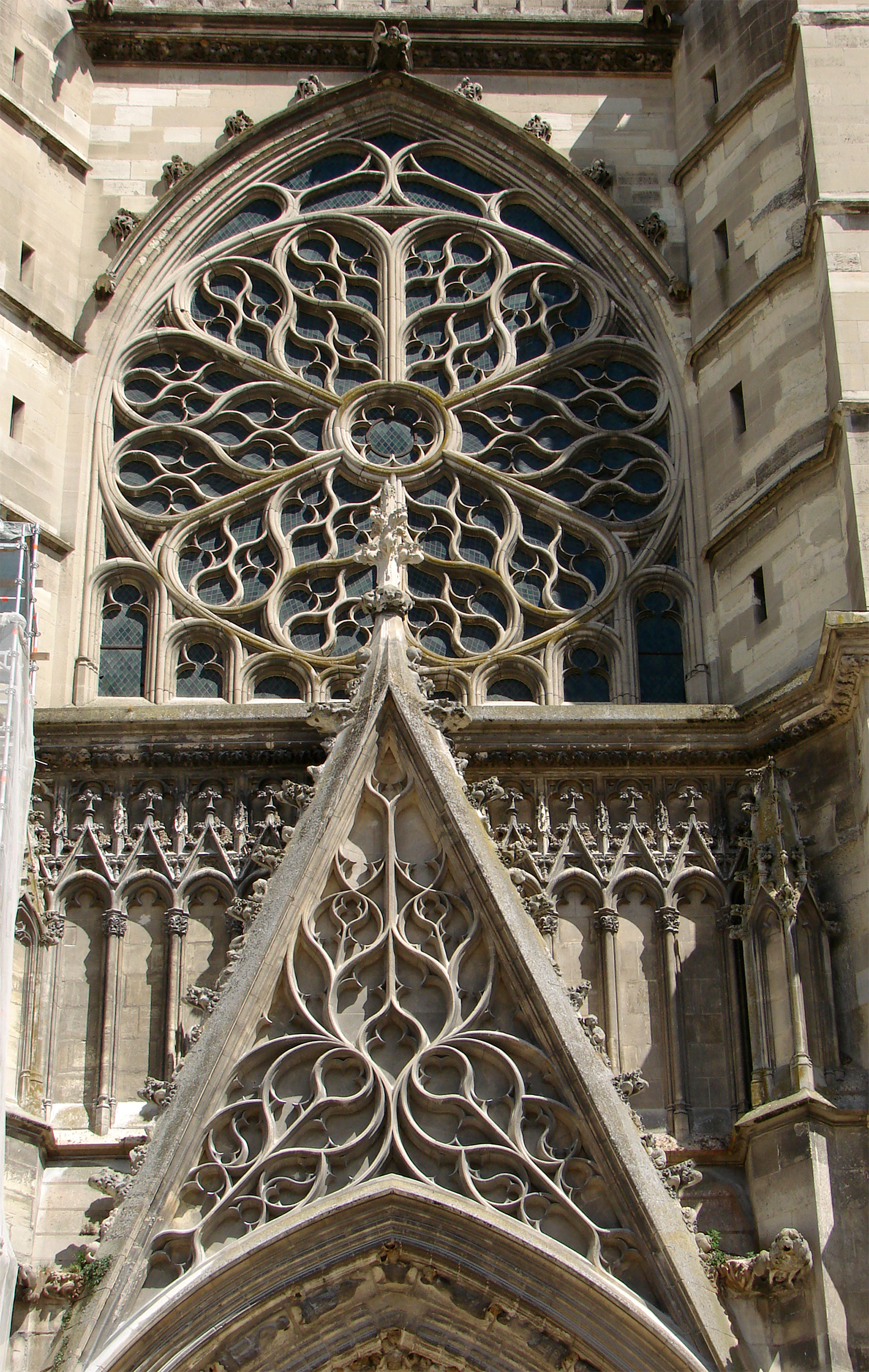
Окно-роза и щипец собора в Мо в пламенеющем стиле
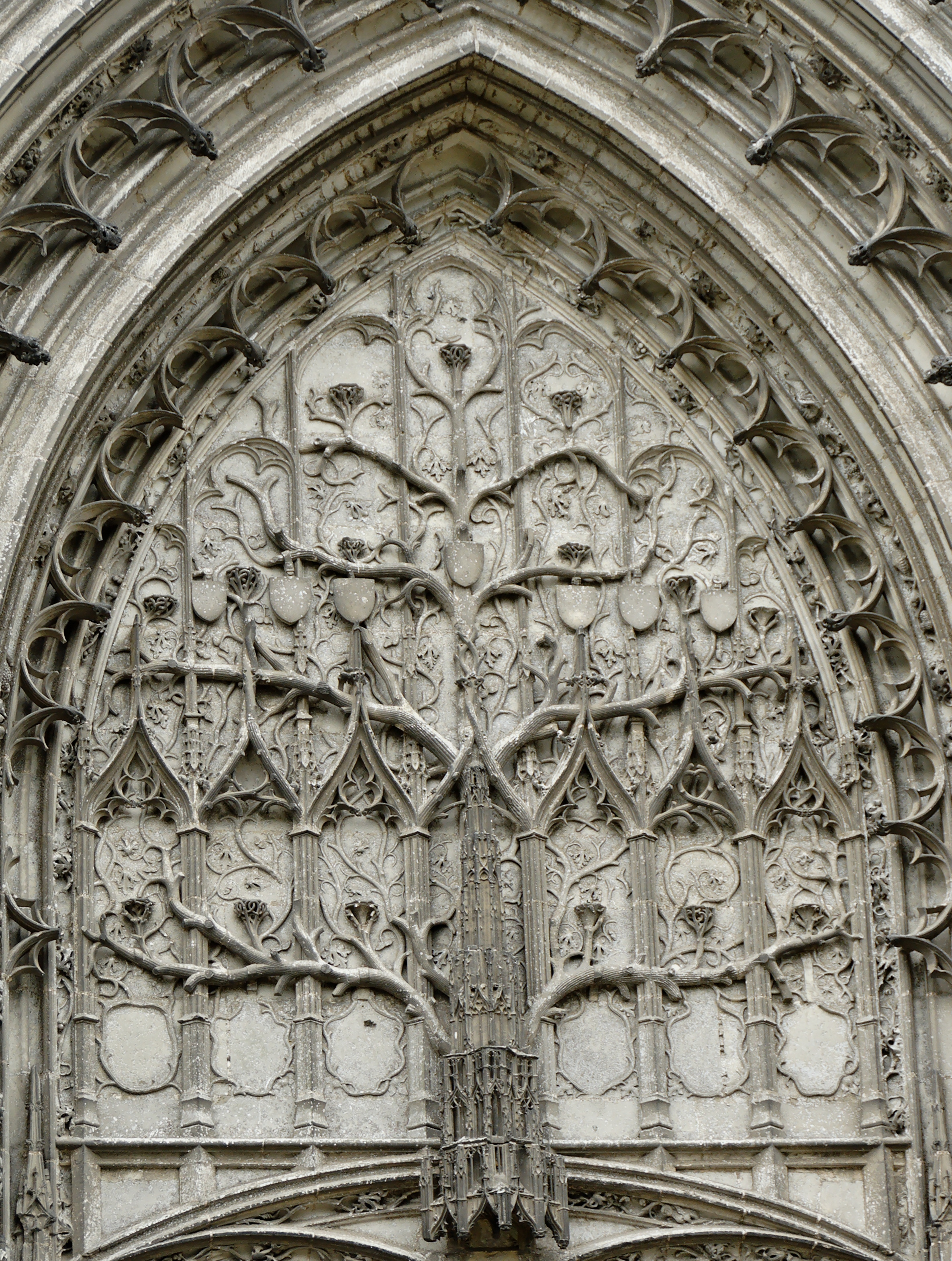
"Пламенеющий" внешний декор трансепта собора в Бове
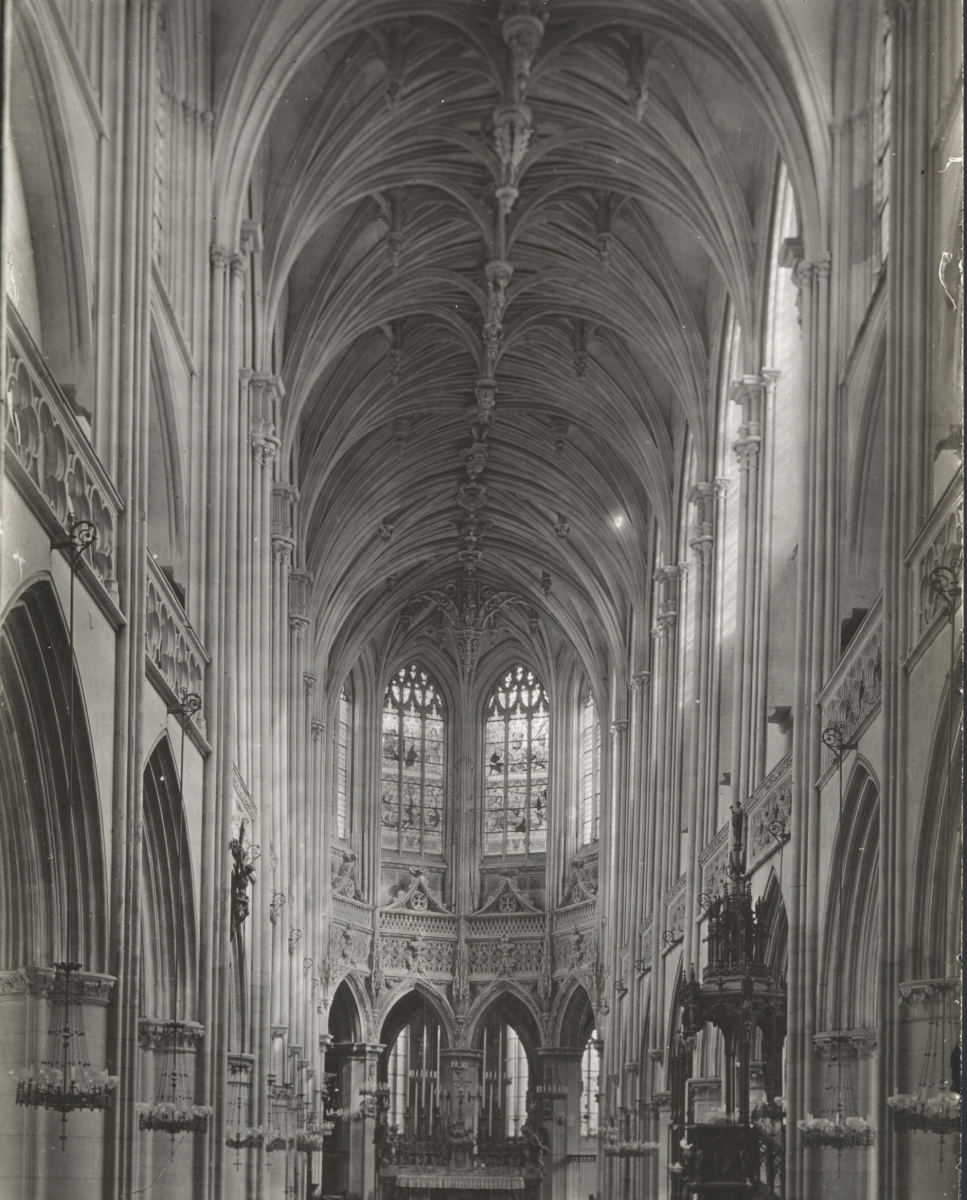
Богатый декор и сложные своды интерьера церкви Сен-Пьер в Кане
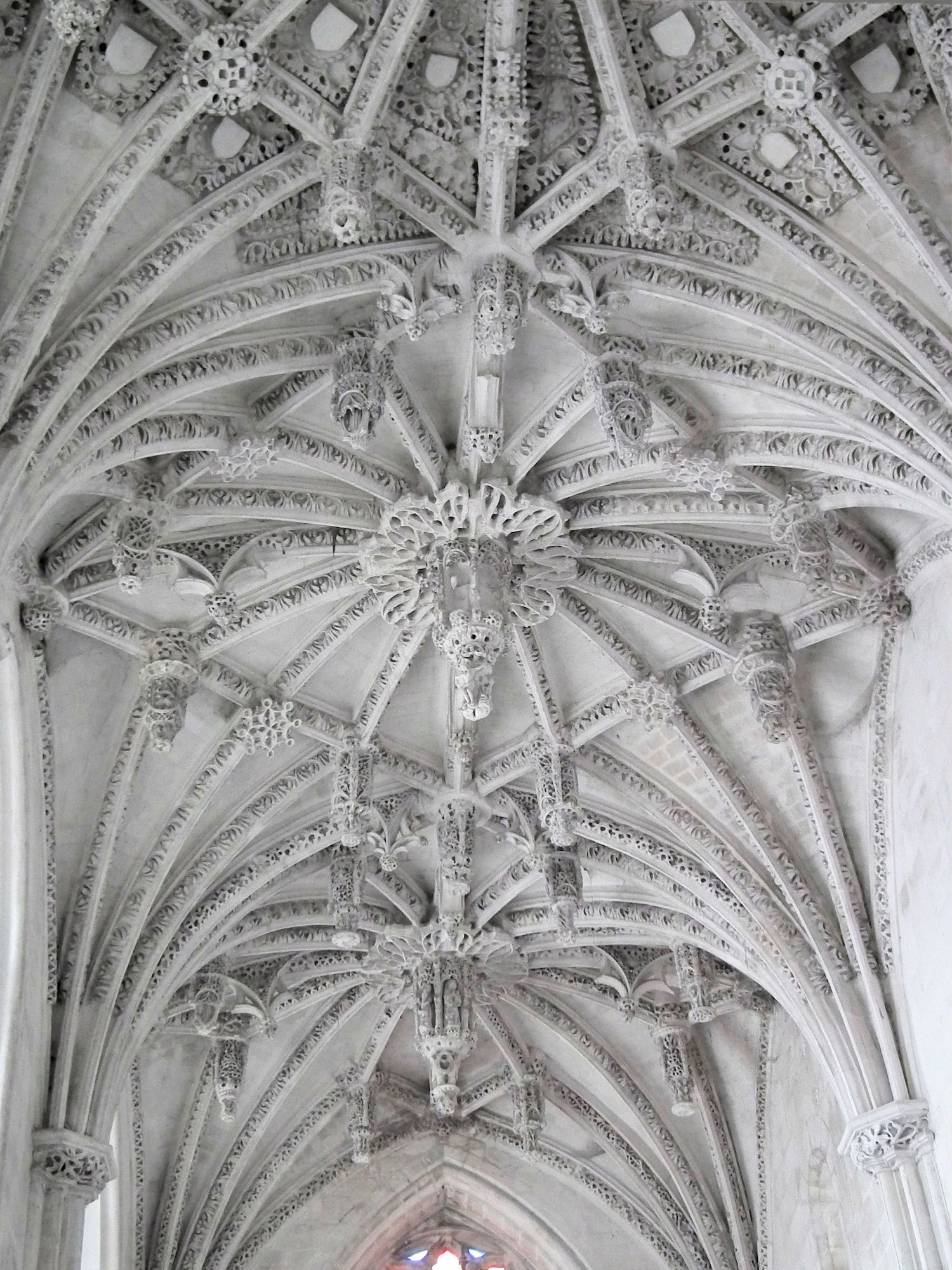
Свод капеллы Святого духа в Рю, Пикардия
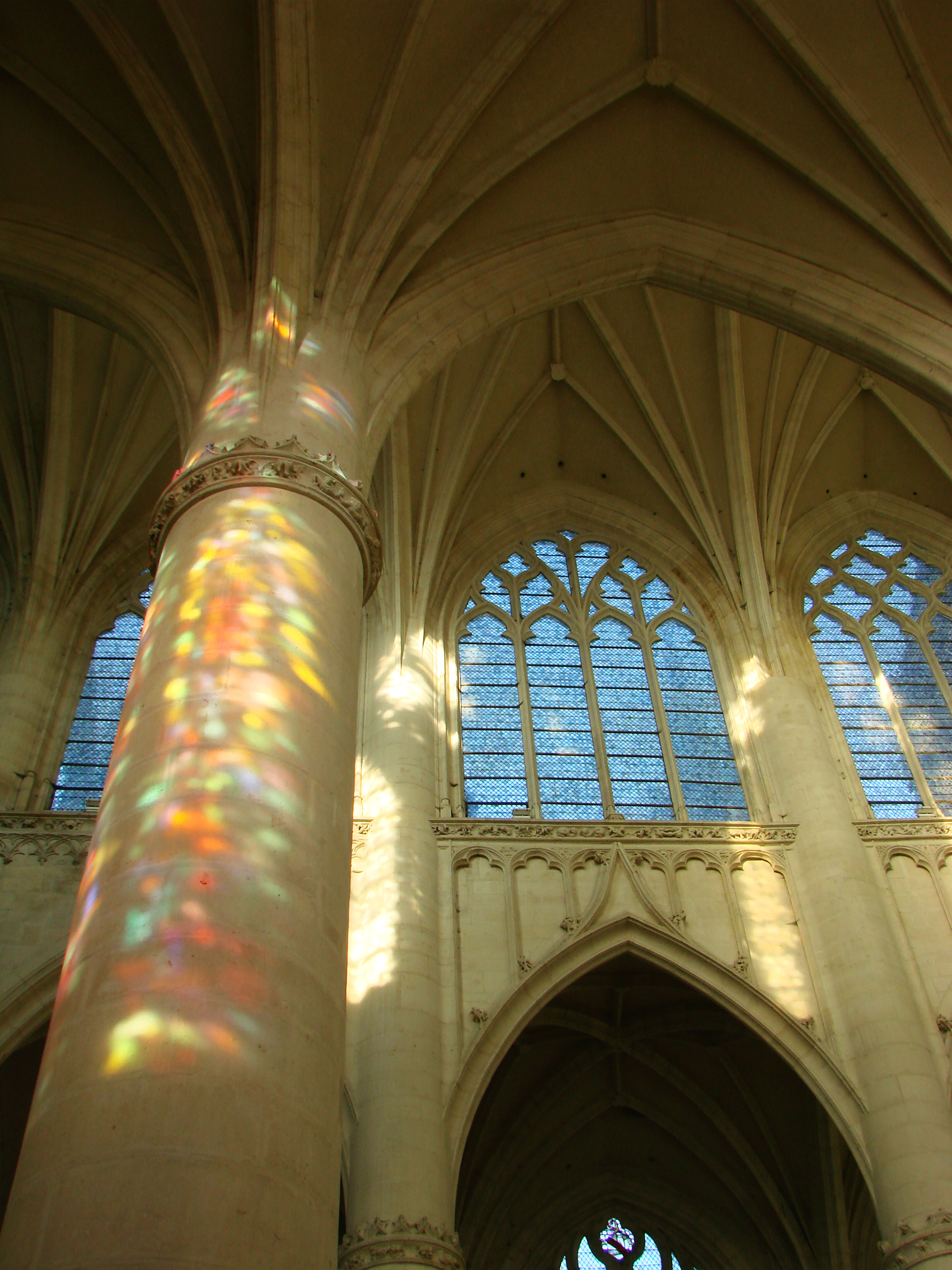
Колонны нефа базилики Сен-Николя-де-Пор не имеют капители

Закладка новых церковных сооружений было нередким событием после окончания Столетней войны. Масштабными сооружениями, полностью начатыми и законченными в эпоху бурного развития пламенеющего стиля, можно назвать базилики Нотр-Дам де л’Эпин в Шампани и Сен-Николя-де-Пор в Лотарингии, церковь Сен-Вульфран Абвиля, в Пикардии. Особенно интересным фактом является то, что первые две построены вне больших городов. Несмотря на то, что при строительстве все три сооружения задумывались как церкви, они имеют размеры и планы больших классических соборов. Наиболее показательным примером в этом смысле является базилика Сен-Николя-де-Пор, которая является пятинефной. Такой масштаб связан с тем, что эта церковь должна была быть символом сохранения независимости герцогства Лотарингия после окончания Бургундских войн.
Среди больших соборов ранней и классической готики, окончание строительства которых пришлось в эпоху господства пламенеющего стиля, стоит также отметить западный фасад собора Сен-Гатьен в Туре и целый «парад пламенеющих трансептов» соборов Бове, Санса, Санлиса, Осера, Лиможа, Эврё. В это же время был заложен собор в Нанте, строительство которого было закончено лишь в конце XIX века.
Характерный для этого периода внешний декор получают даже такие шедевры высокой готики как соборы в Шартре (северная башня) и Амьене (окно-роза и обе башни западного фасада), Сент-Шапель в Париже (окно-роза).
Но все же во всей своей красе пламенеющий стиль проявился, прежде всего, в небольших приходских церквях и капеллах. Это можно объяснить тем, что изысканный декор более выгодно смотрится именно в таких, небольших по масштабу сооружениях, а не в огромных соборах, где он может потеряться. Такие сооружения часто имеют оригинальную композицию фасада, отличную от классических соборов (например, церковь аббатства Св. Троицы в  Вандоме, церковь Сен-Маклу в Руане, Сент-Шапель в Венсенском замке), сложное строение сводов и опор (например, приходская церковь Сен-Северен и капелла особняка Клюни в Париже).
Примеры позднеготических сооружений

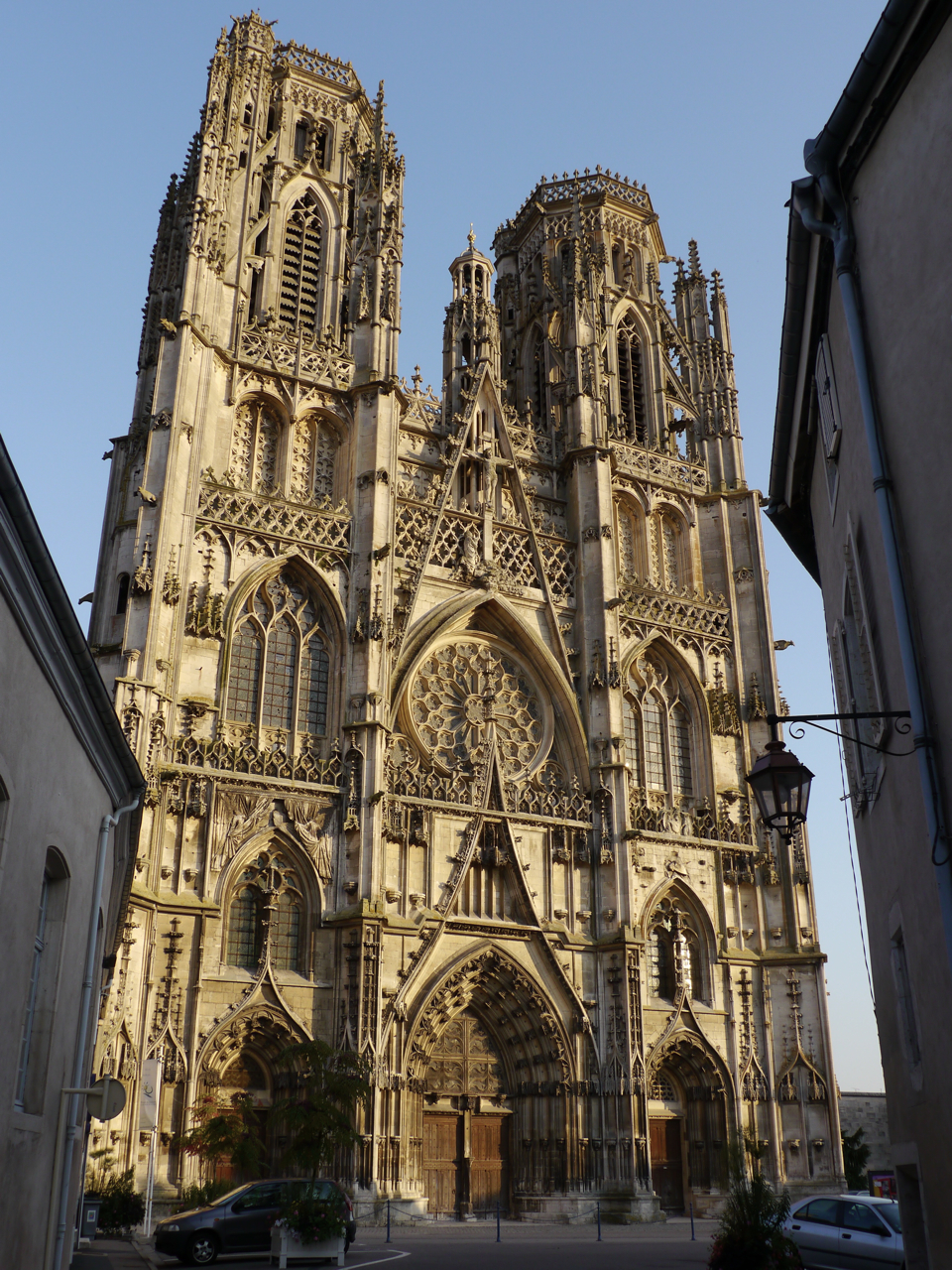
Западный фасад собора Сент-Этьен в Туле
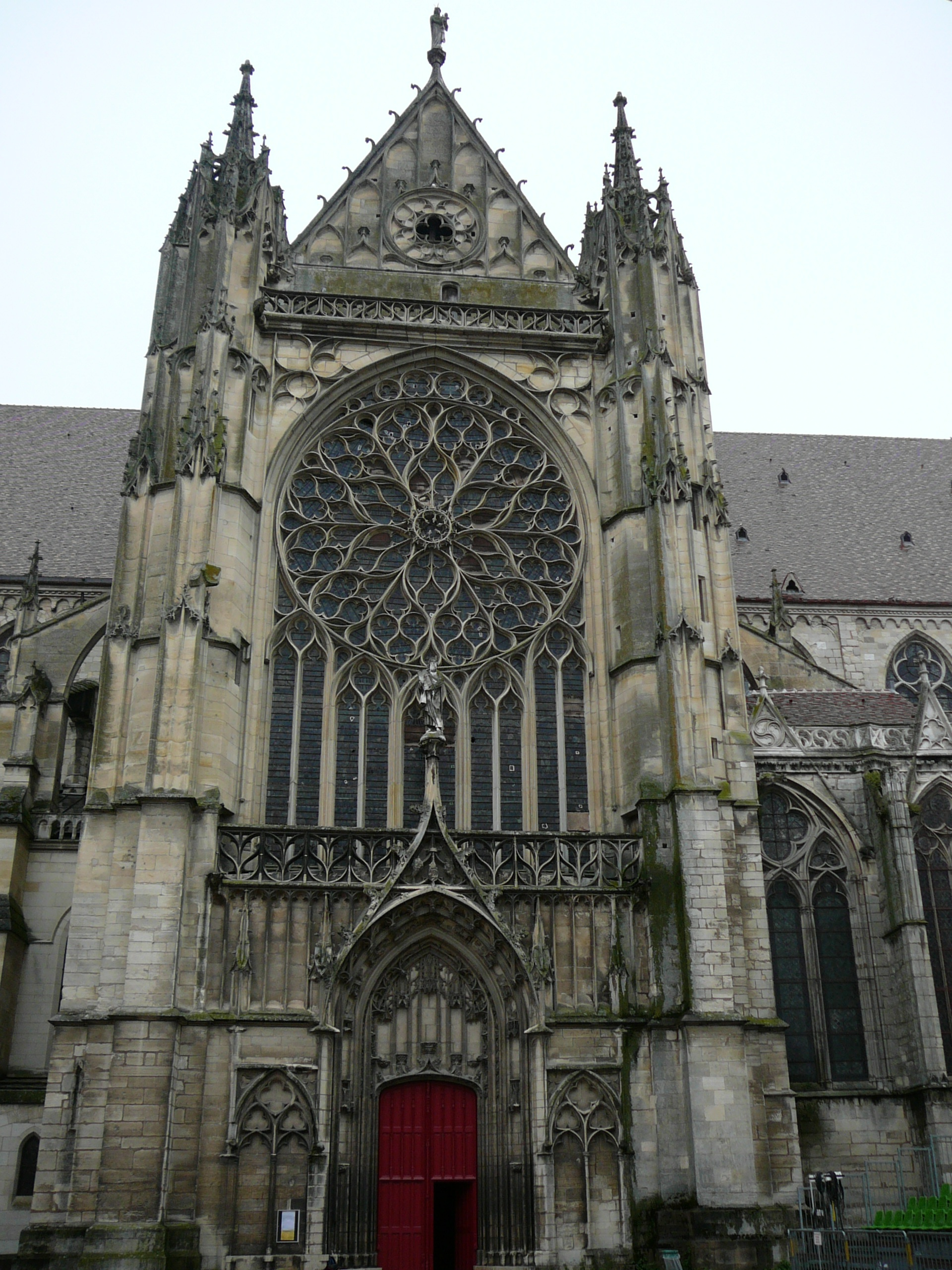
Южный трансепт собора в Сансе
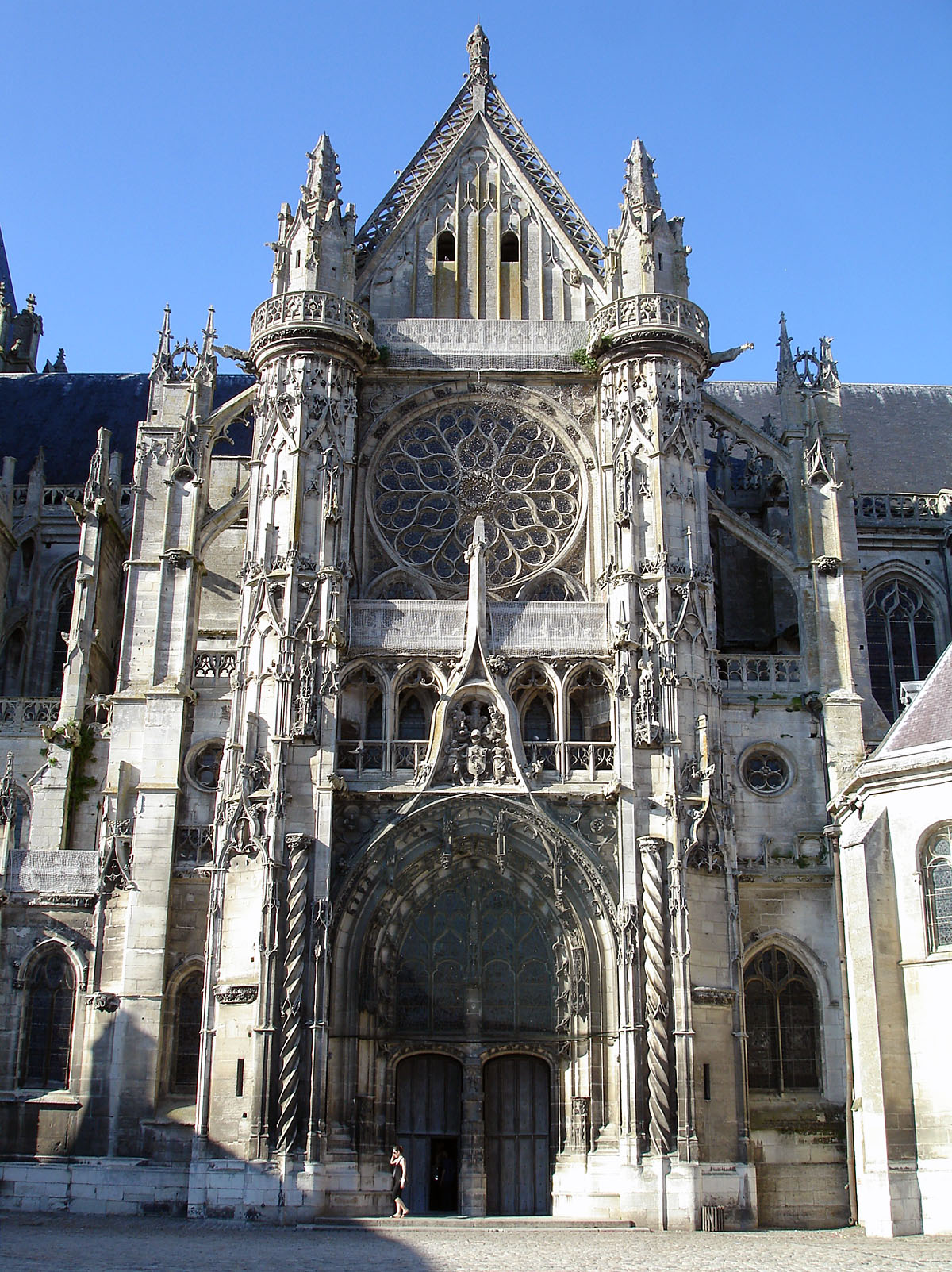
Южный трансепт собора в Санлисе
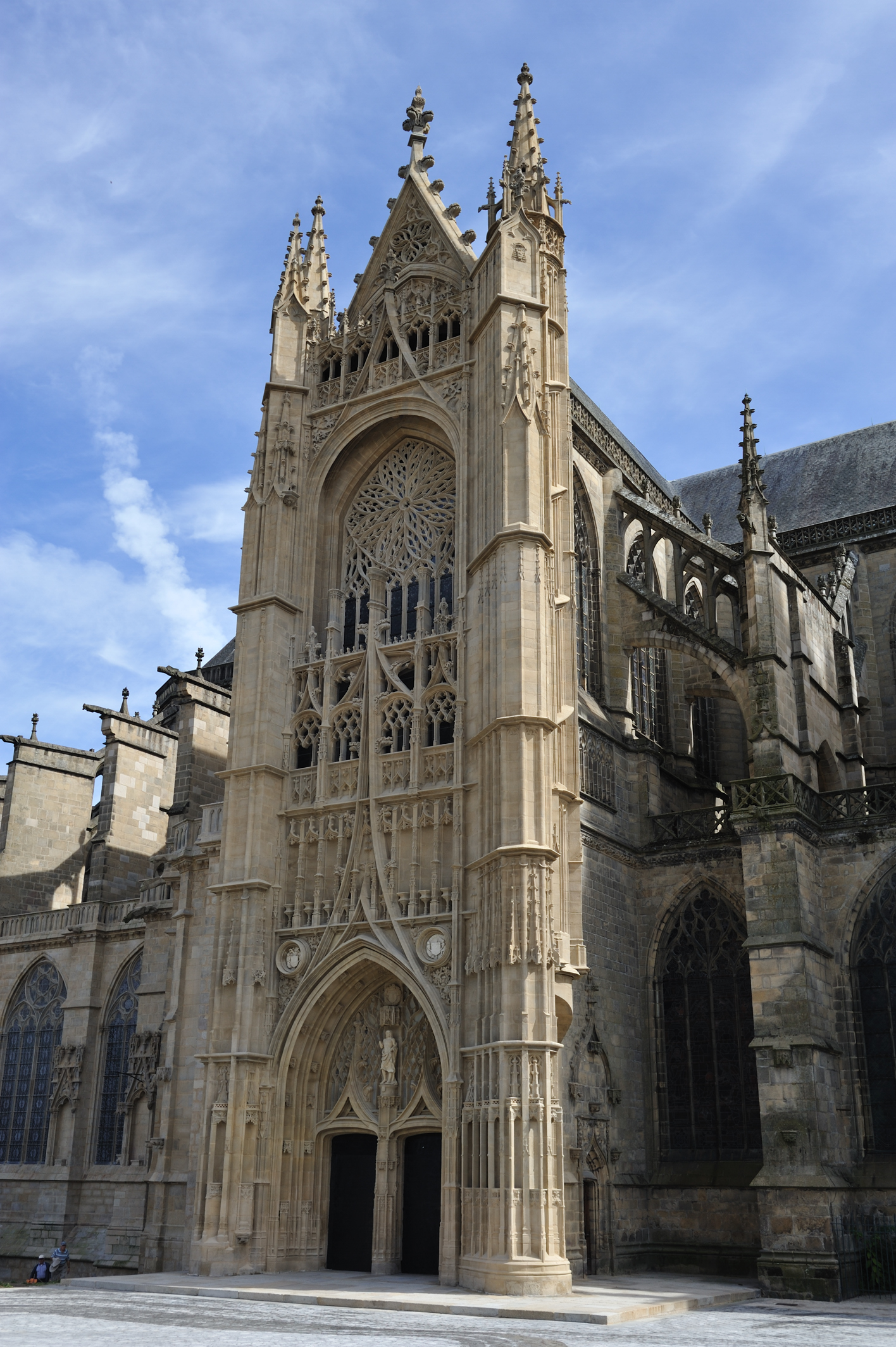
Южный трансепт собора Сент-Этьен в Лиможе
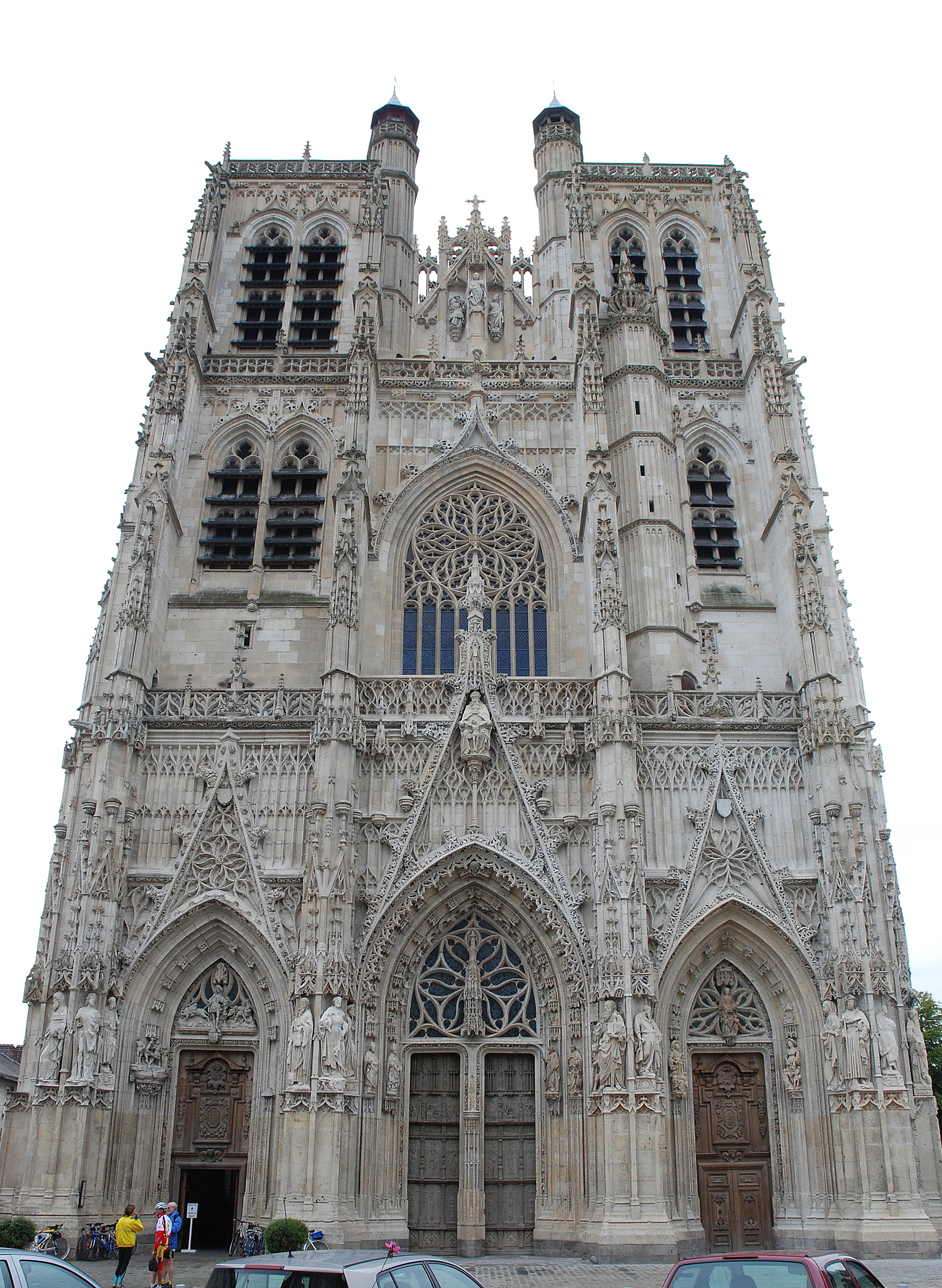
Западный фасад церкви Сен-Вульфран в Абвиле
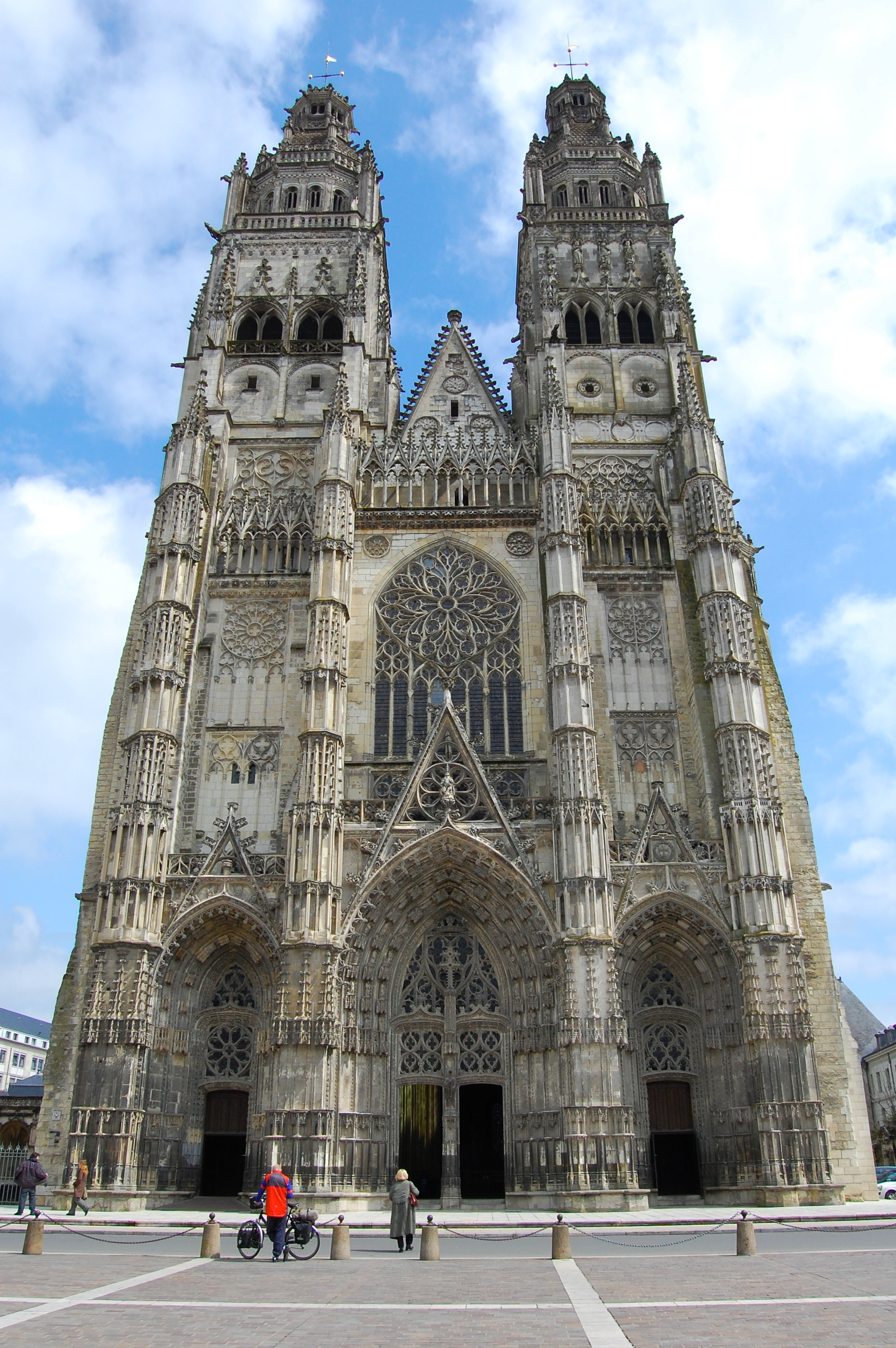
Западный фасад собора Сен-Гатьен в Туре
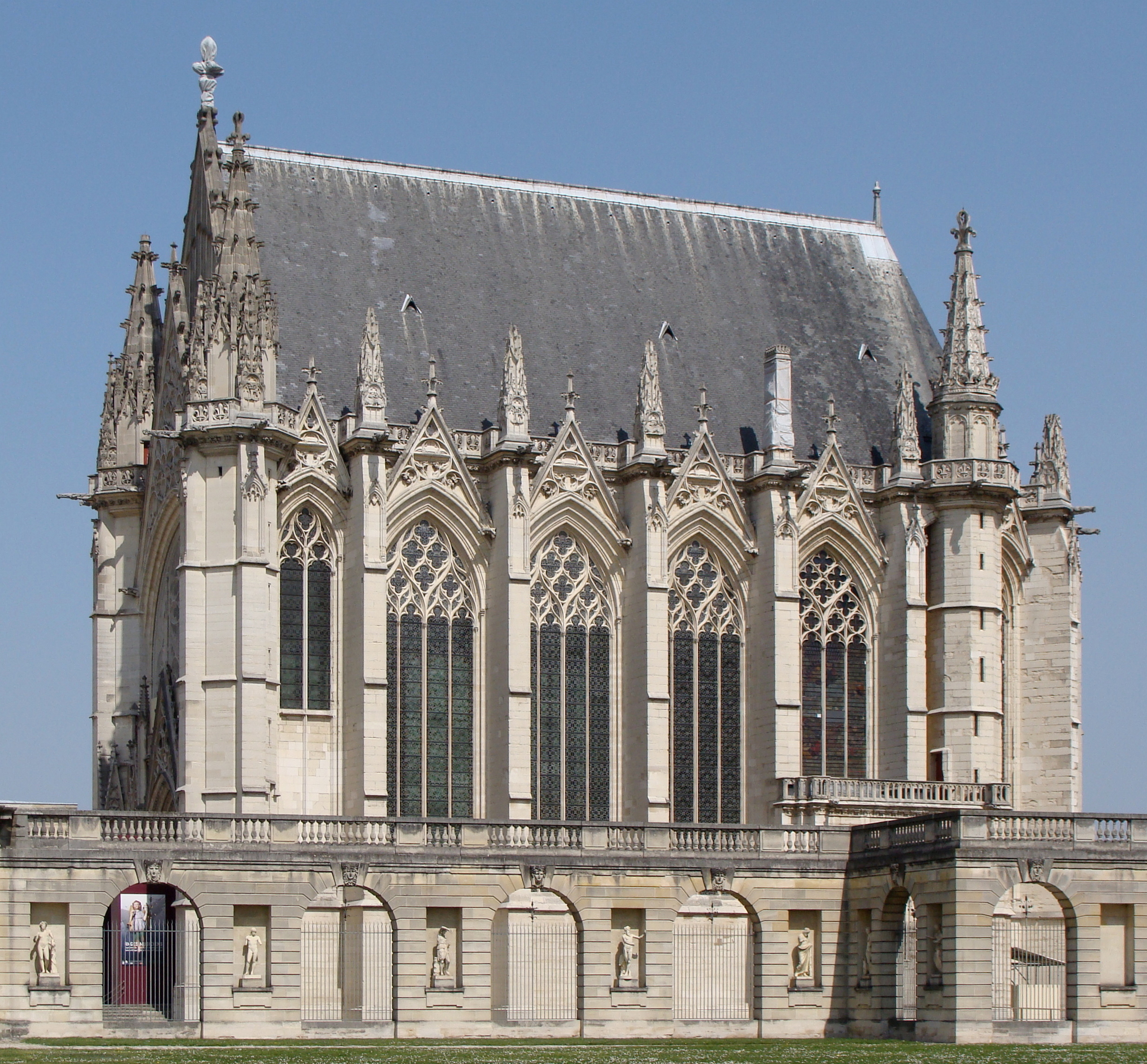
Капелла Венсенского замка
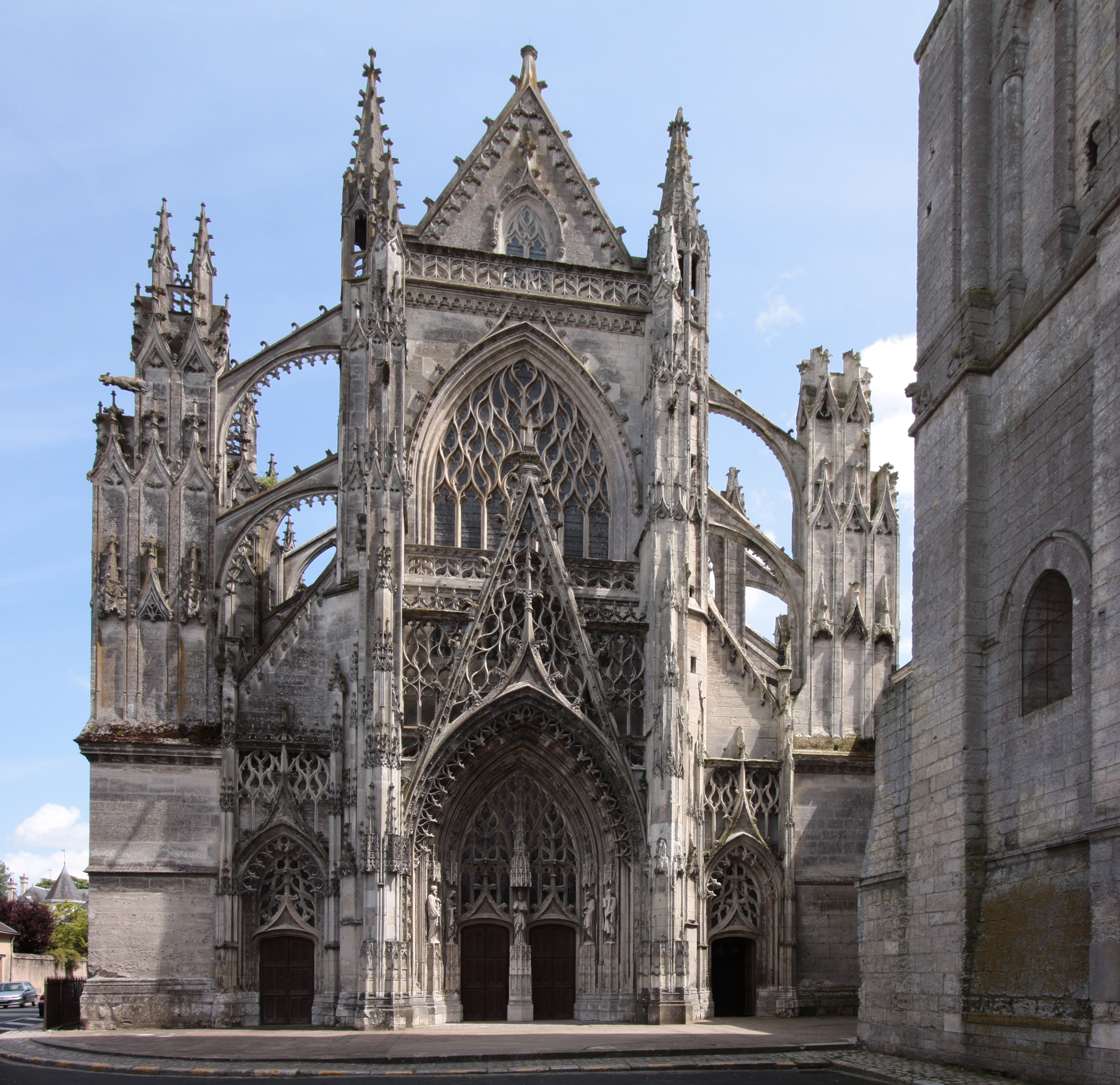
Церковь аббатства Св. Троицы в Вандоме
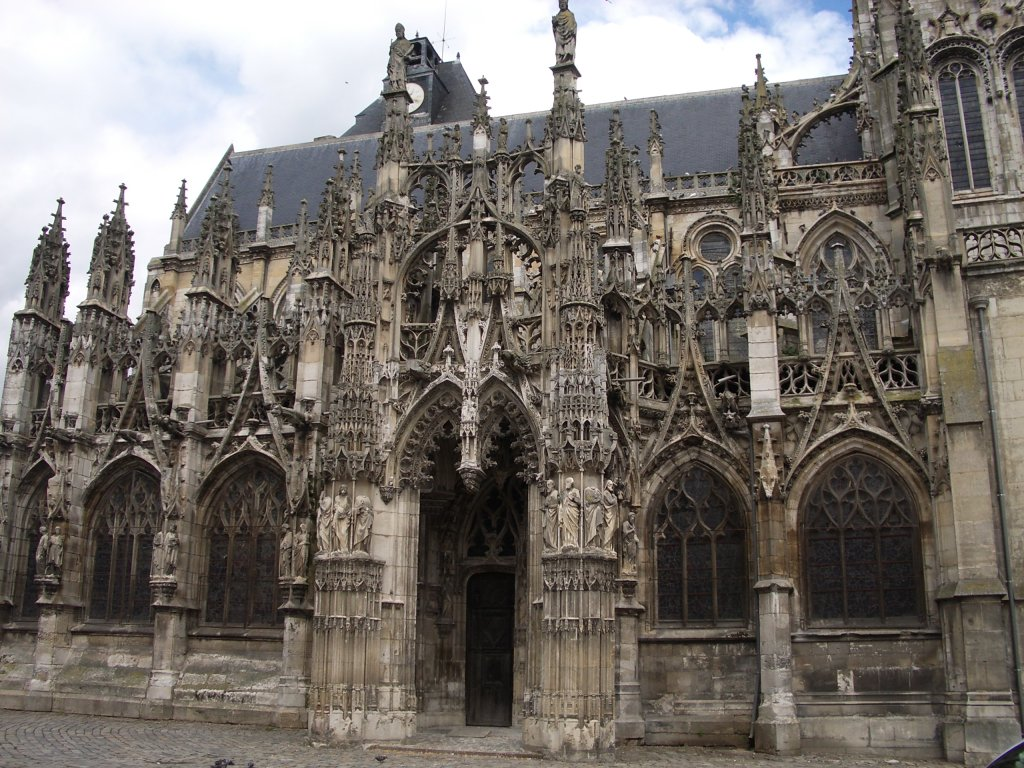
Северный трансепт церкви Нотр-Дам в Лувье, Верхняя Нормандия
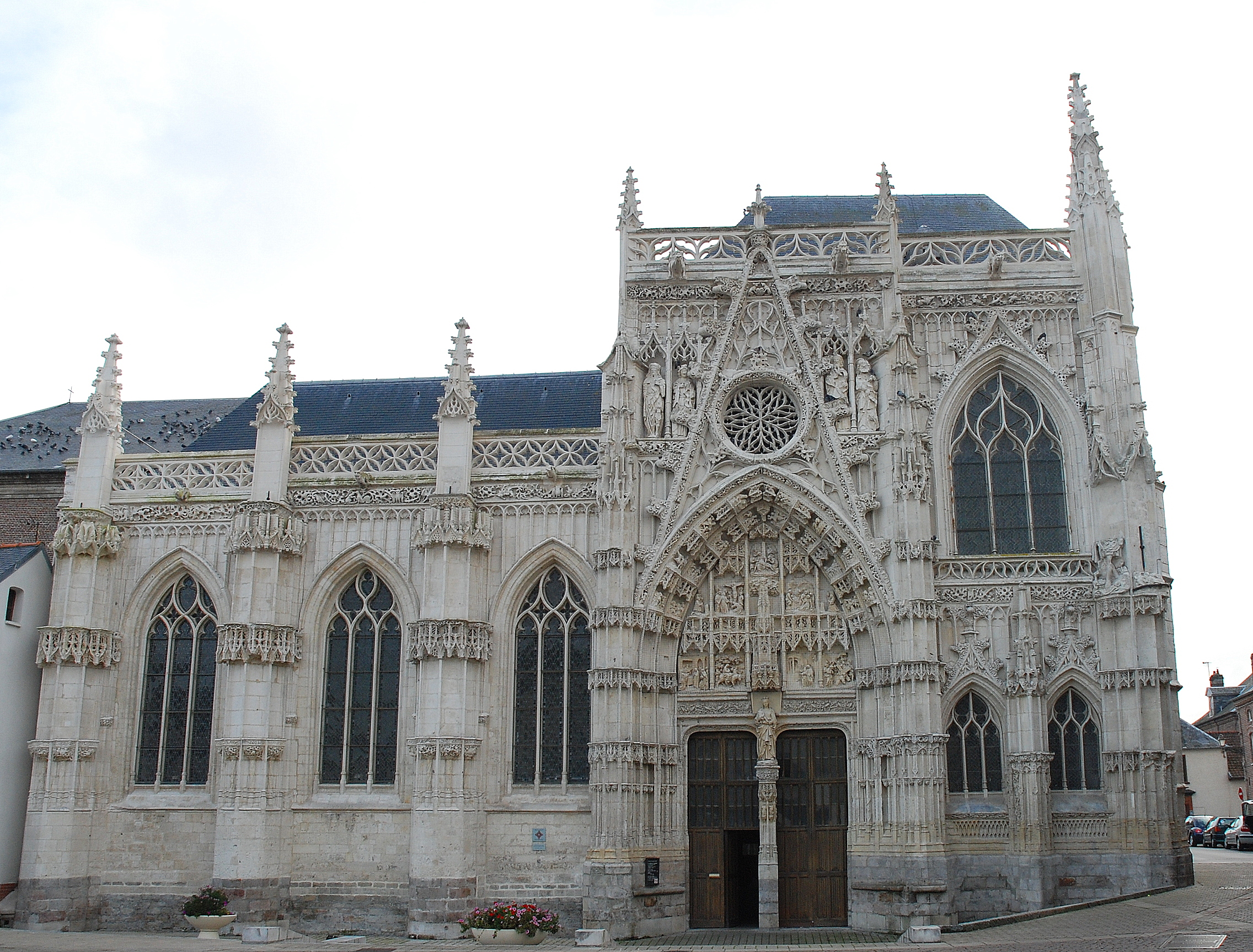
Капелла Святого духа в Рю
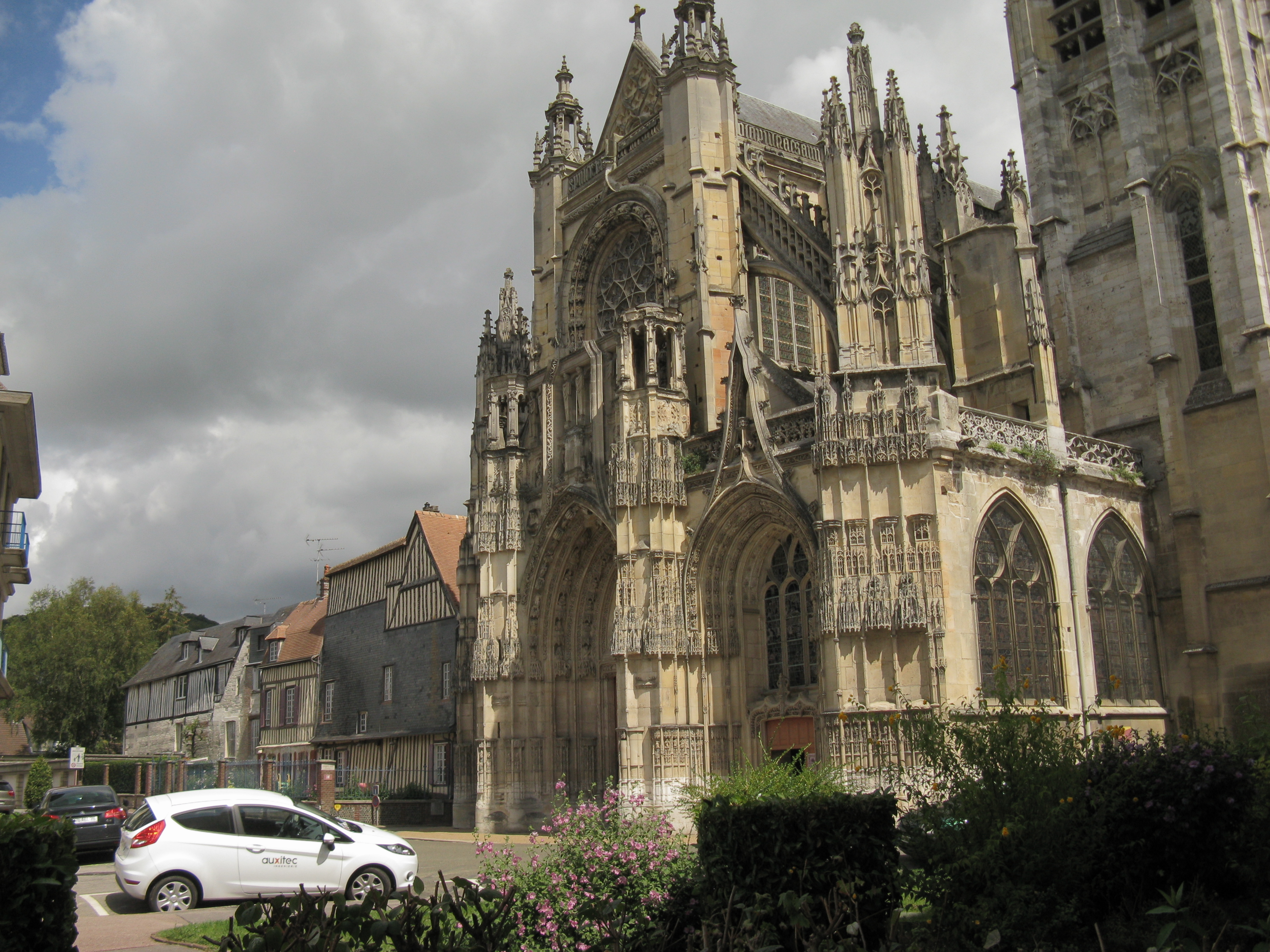
Церковь Нотр-Дам в Кодбек-ан-Ко
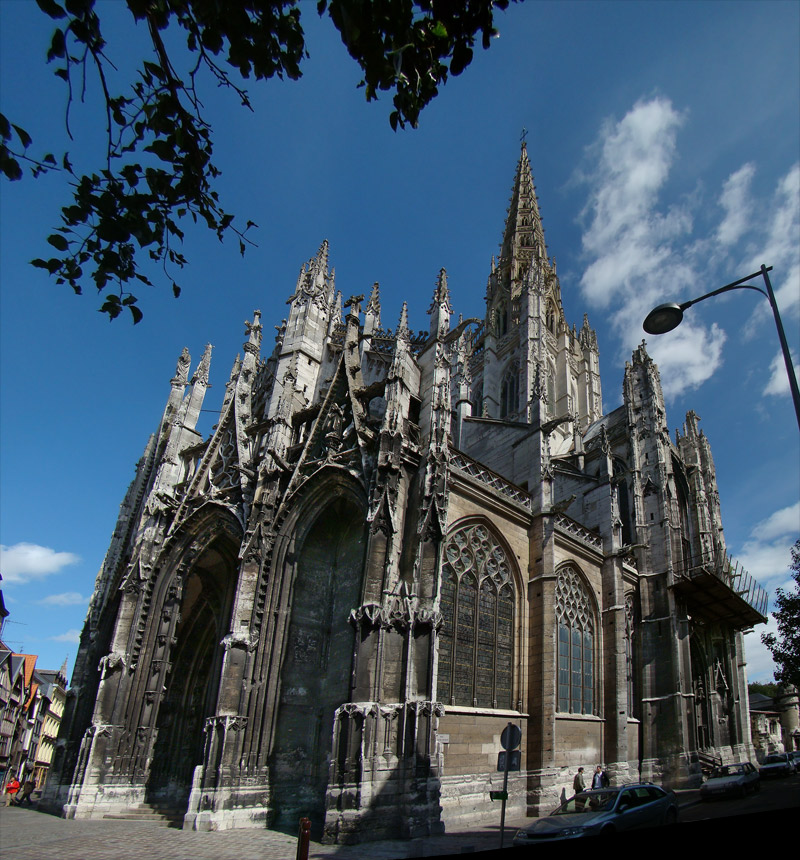
Церковь Сен-Маклу в Руане (1437-1517)

## Региональные особенности

### Нормандская готика
Готика Нормандии (влияние которой в большей степени распространяется и на соседнюю Бретань) широко использовала достижения Иль-де-Франса, однако оставалась верной достижениям своей романской архитектуры. Так, нормандские соборы используют толстые романские стены, которые расчленяются на несколько слоев и могут быть дополнительно украшены. Типичное вертикальное сечение стен состоит из аркады (часто двойная), галереи и верхнего ряда окон. Западные фасады подчиняются схеме нормандского «гармоничного» фасада. Вместо окна-розы на западном фасаде часто используются стрельчатые окна, как и в английской готике. Башни над средокрестием являются непременным атрибутом нормандских соборов.
Среди самых известных готических сооружений Нормандии следует отметить церковь Сент-Этьен в Кане, основанная Вильгельмом Завоевателем, соборы Нотр-Дам в Кутансе, Эврё, Байё, собор Нотр-Дам, аббатство Сент-Уан и церковь Сен-Маклу в Руане.
Примеры готических сооружений Нормандии

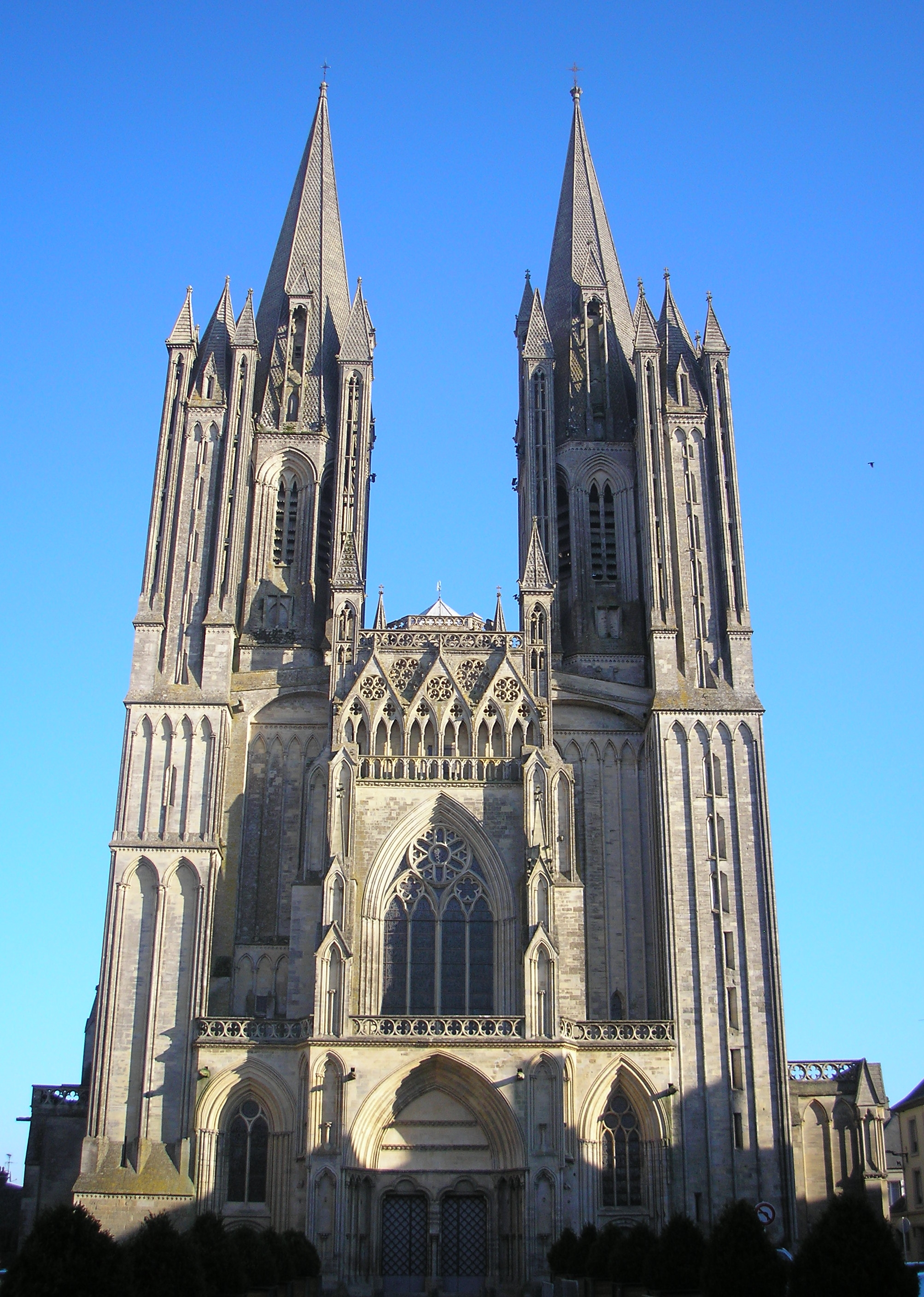
Западный фасад собора в Кутансе со стрельчатым окном
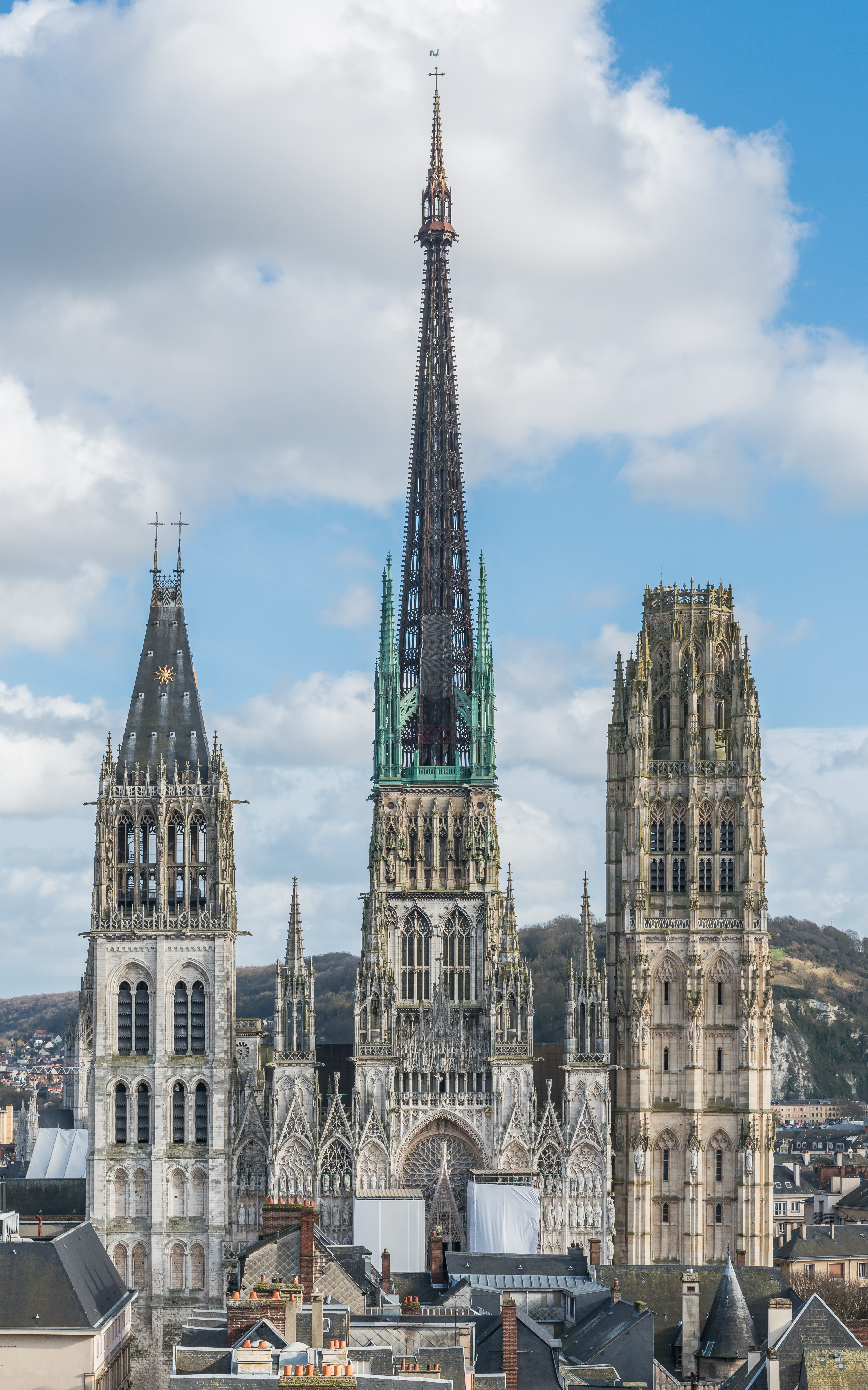
Западный фасад собора в Руане со шпилем на башне над средокрестием
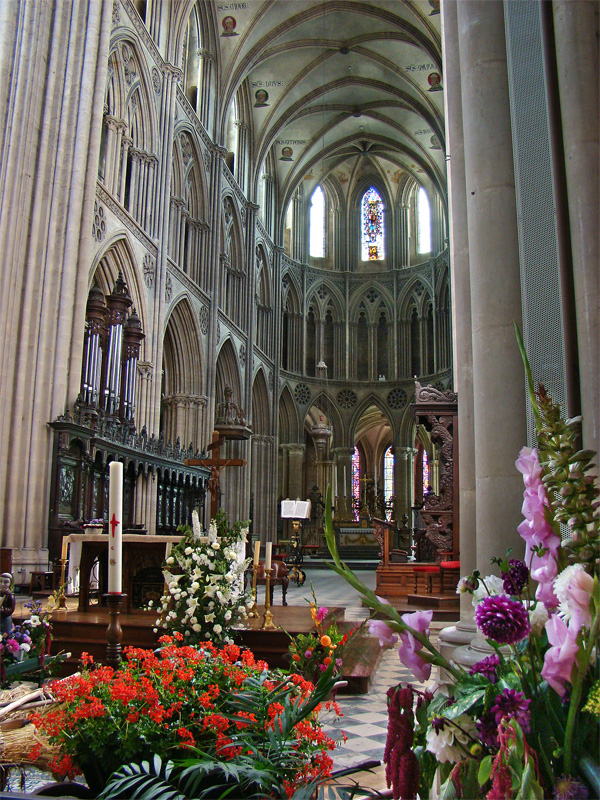
Хор собора в Байё с профилированными стенами
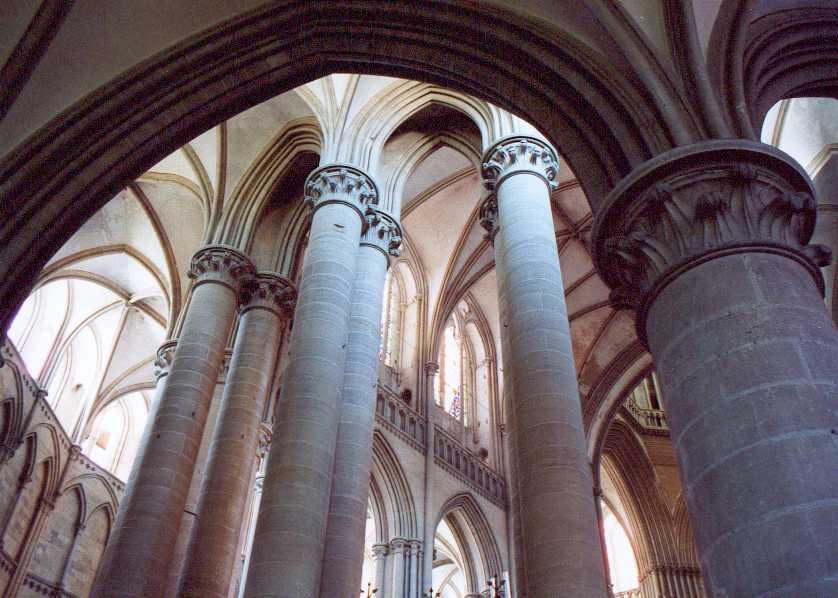
Двойная аркада хора собора в Кутансе
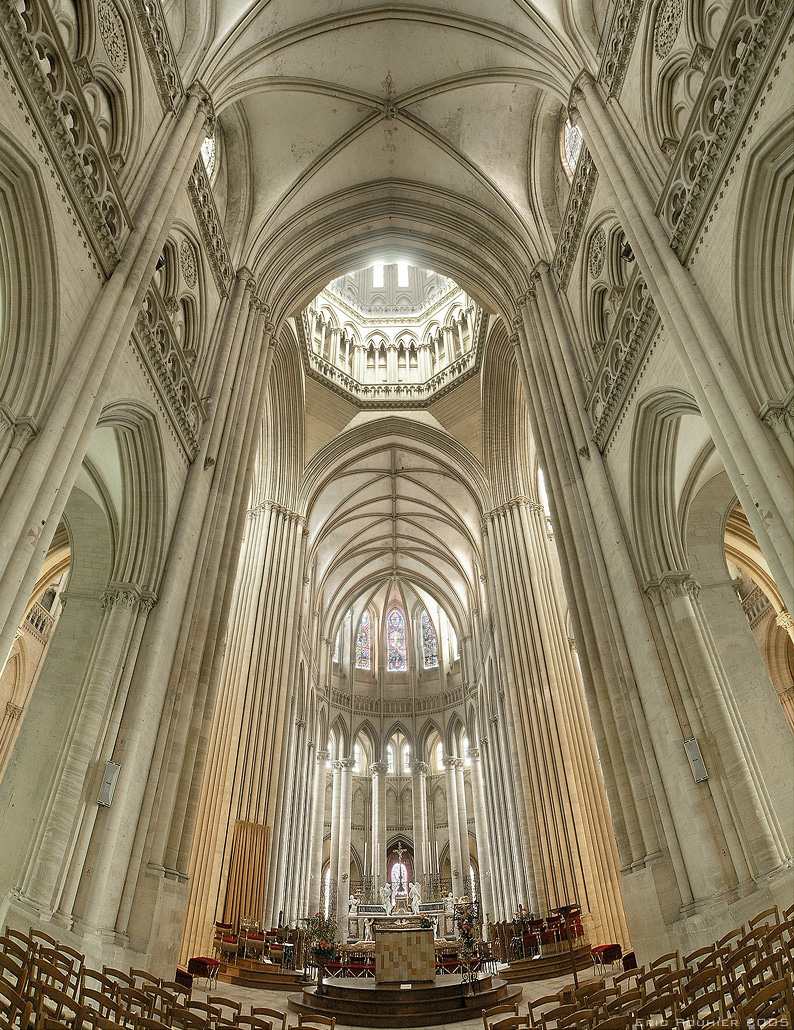
Хор и башня над средокрестием собора в Кутансе
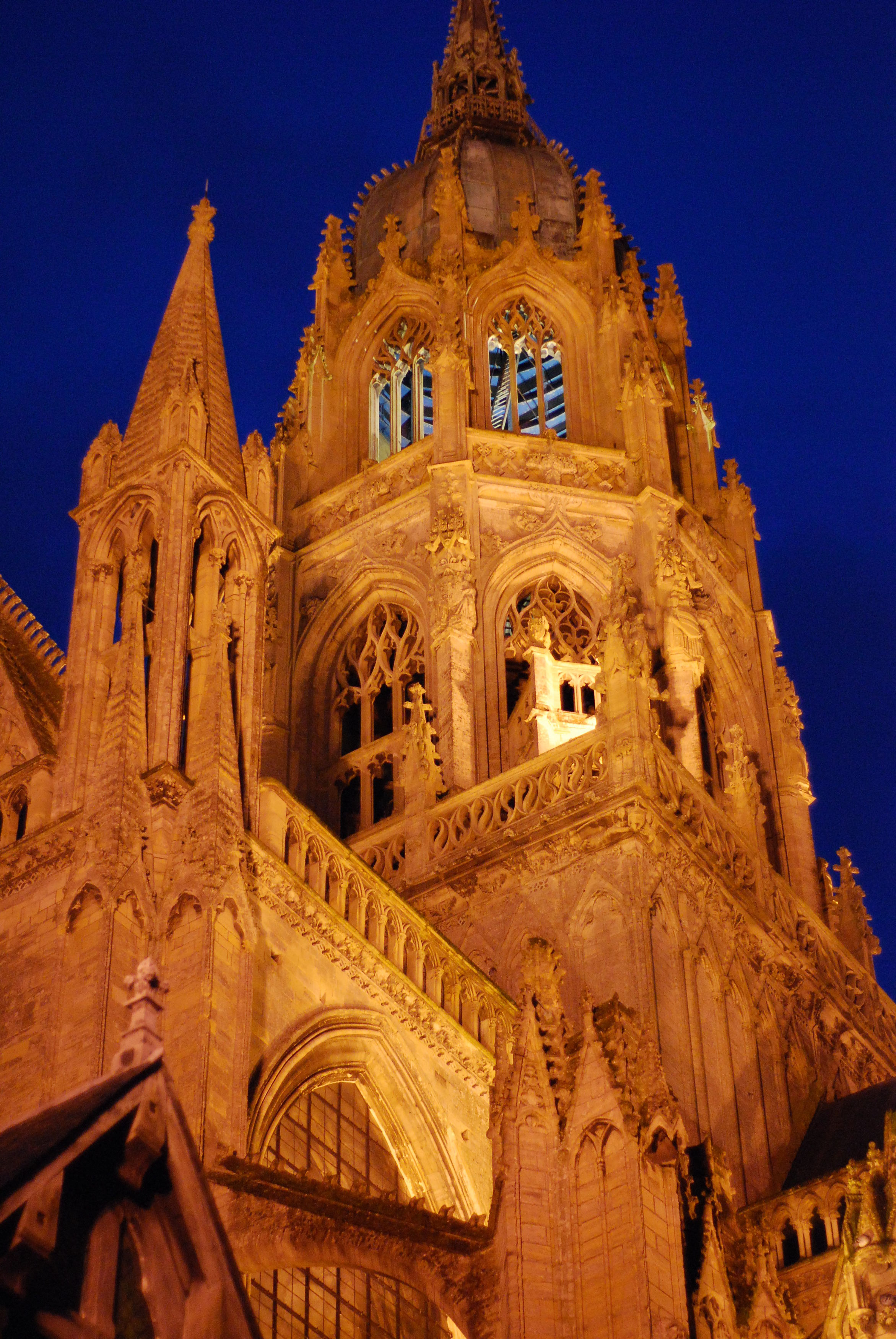
Башня над средокрестием собора в Байё ночью

### Меридиональная готика
Готическая архитектура южнофранцузских земель (фр. gothique méridional) появилась на территории современного региона Юг-Пиренеи и части региона Лангедок-Руссильон в XIII веке. Центром распространения стиля являлась Тулуза, поэтому этот стиль часто называют тулузским (фр. gothique toulousain) или лангедокским (фр. gothique languedocien).
Сооружения в этом стиле характеризуются строгостью и мощью своей конструкции. Чаще всего это однонефные очень широкие зальные церкви, без трансепта, с узкими (но часто высокими) оконными проемами, что соответствует традициям романской архитектуры этого региона. Отсутствие аркбутанов компенсируется наличием мощных контрфорсов, между которыми располагаются узкие капеллы. По внешнему виду здания больше напоминают укрепленные оборонительные сооружения, чем церкви. Внешний декор небогат, что объясняется тем, что в качестве основного строительного материала часто использовался кирпич. Колокола располагаются либо на шестигранной многоярусной колокольне башенного типа, либо в звоннице стенового типа на главном фасаде. Обширные плоские поверхности интерьера с небольшим количеством световых отверстий обычно украшались росписью или фресками. Важнейшим сооружением в лангедокском стиле является собор Сент-Сесиль в Альби, который должен был продемонстрировать всю мощь католической церкви после окончания альбигойских войн и уничтожения катарской ереси.
Примеры готических сооружений юга Франции

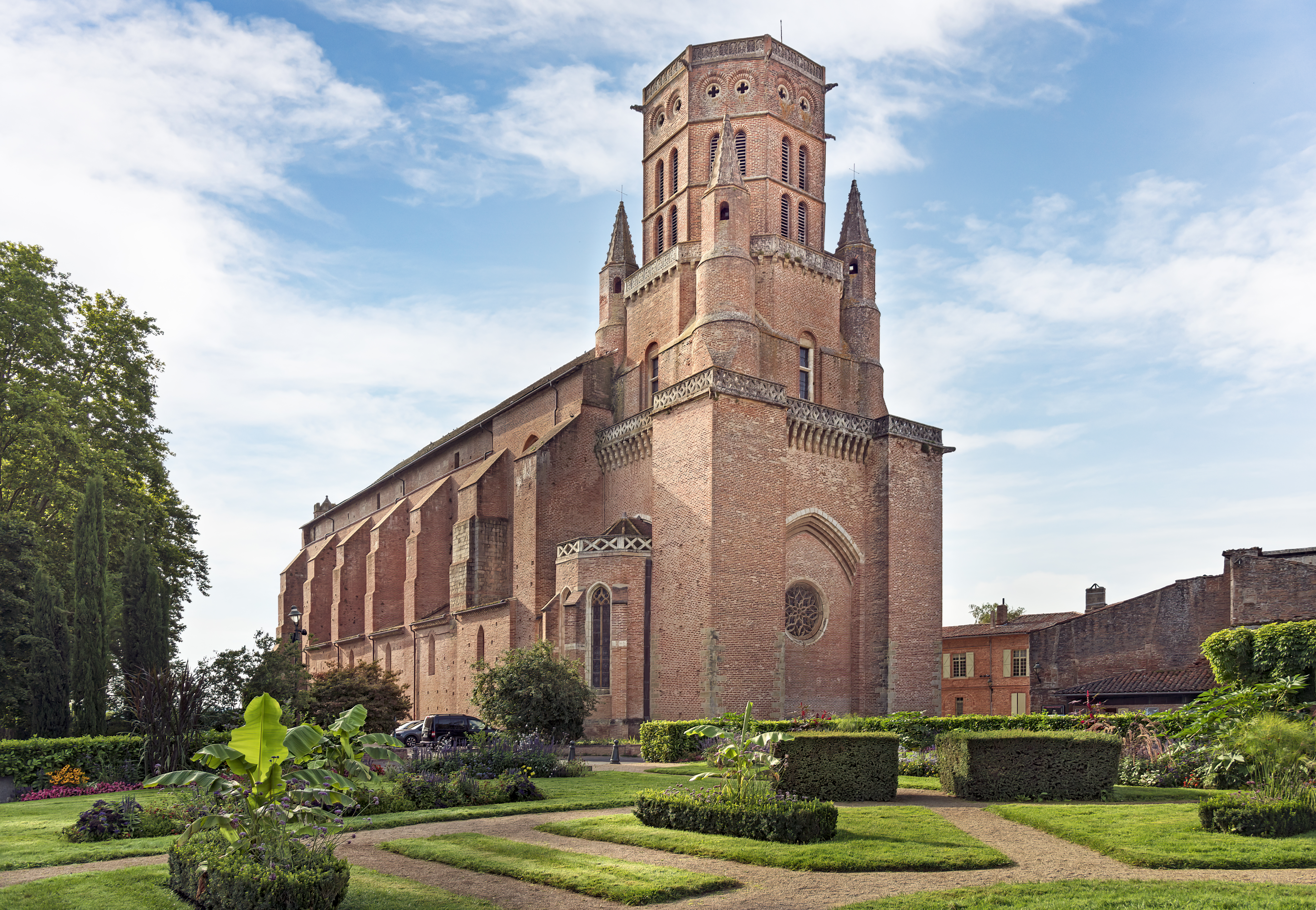
Собор Сент-Ален в Лаворе
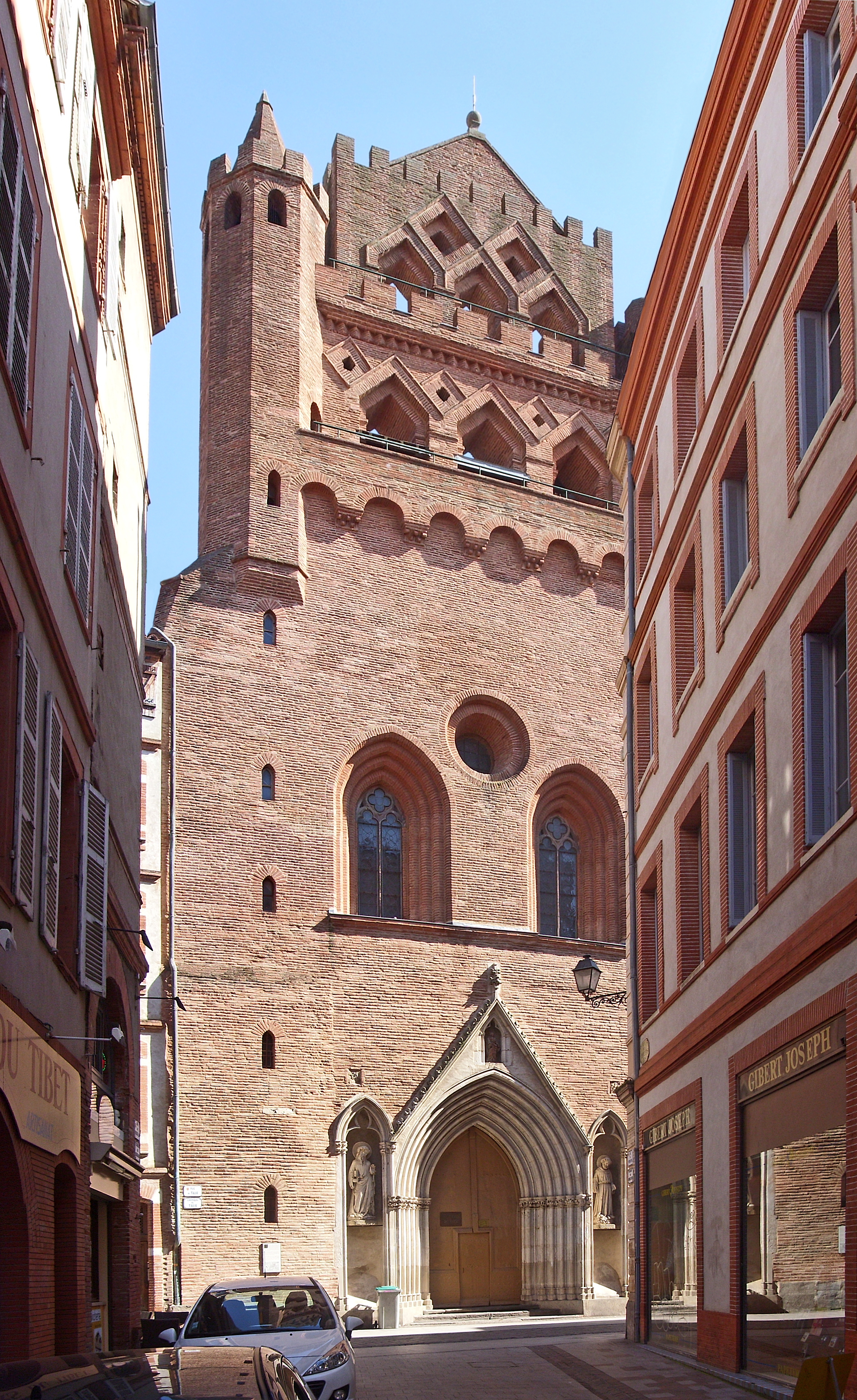
Тулуза. Церковь Нотр-Дам дю Тор со звонницей стенового типа
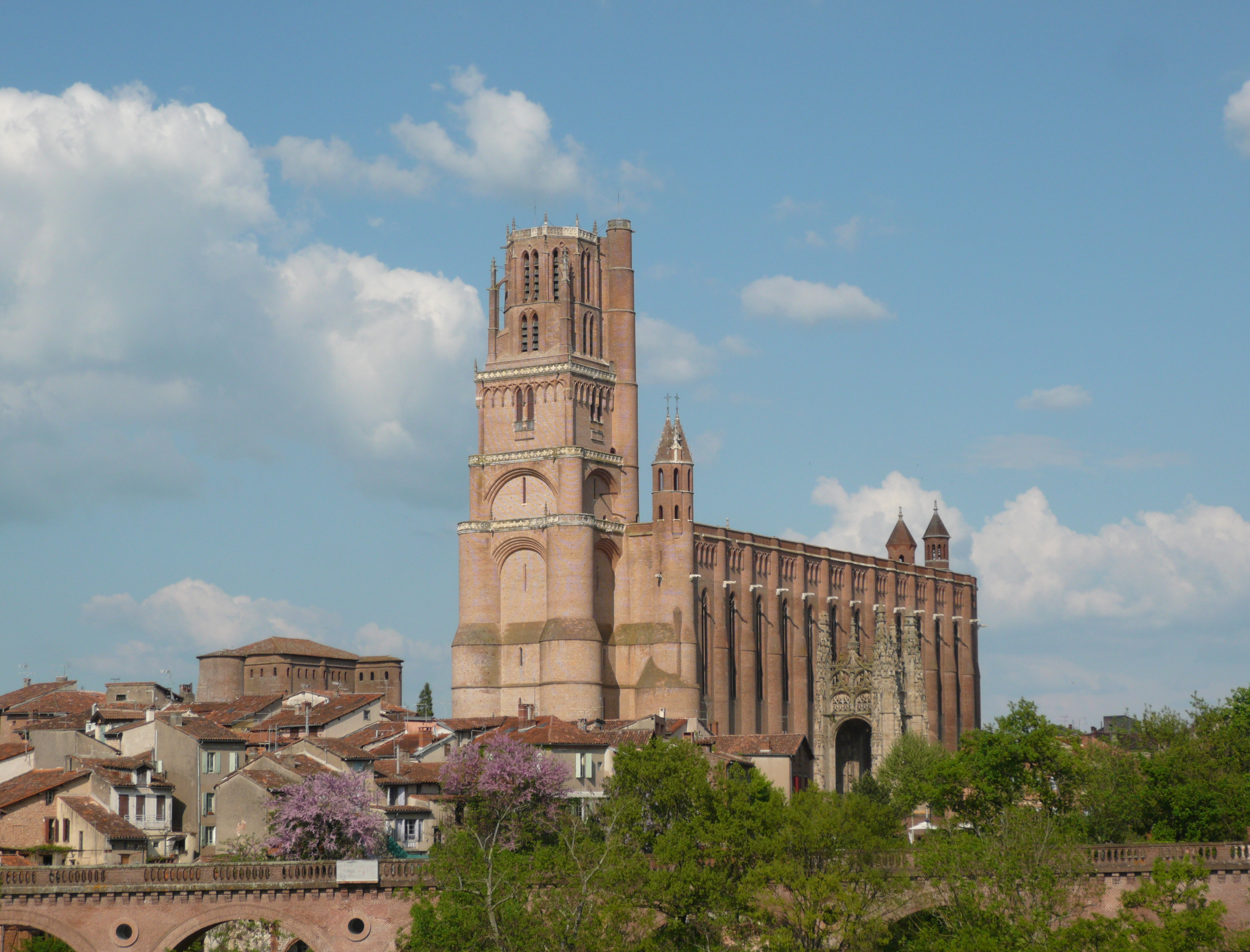
Собор Сент-Сесиль в Альби
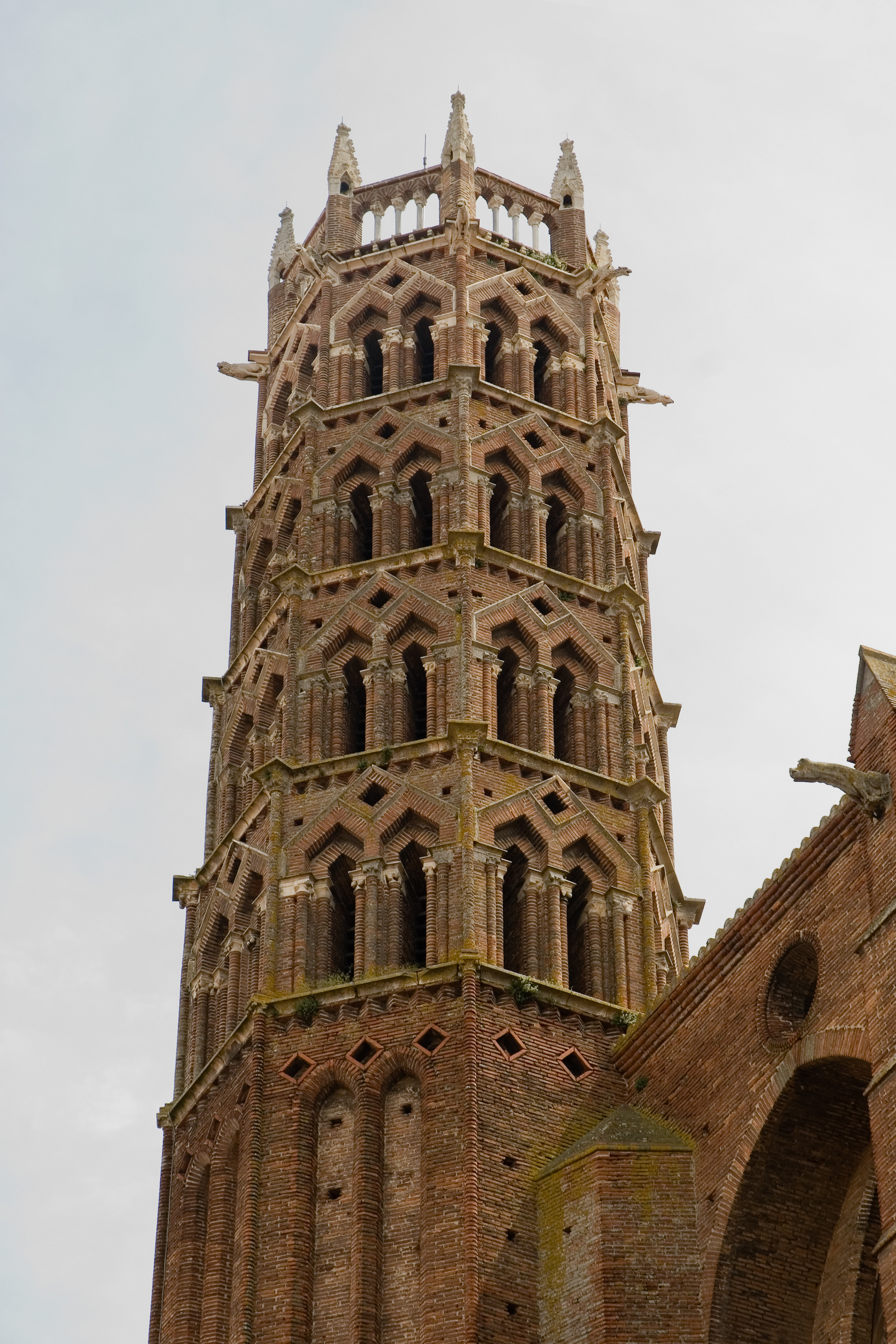
Шестигранная колокольня церкви якобинцев в Тулузе
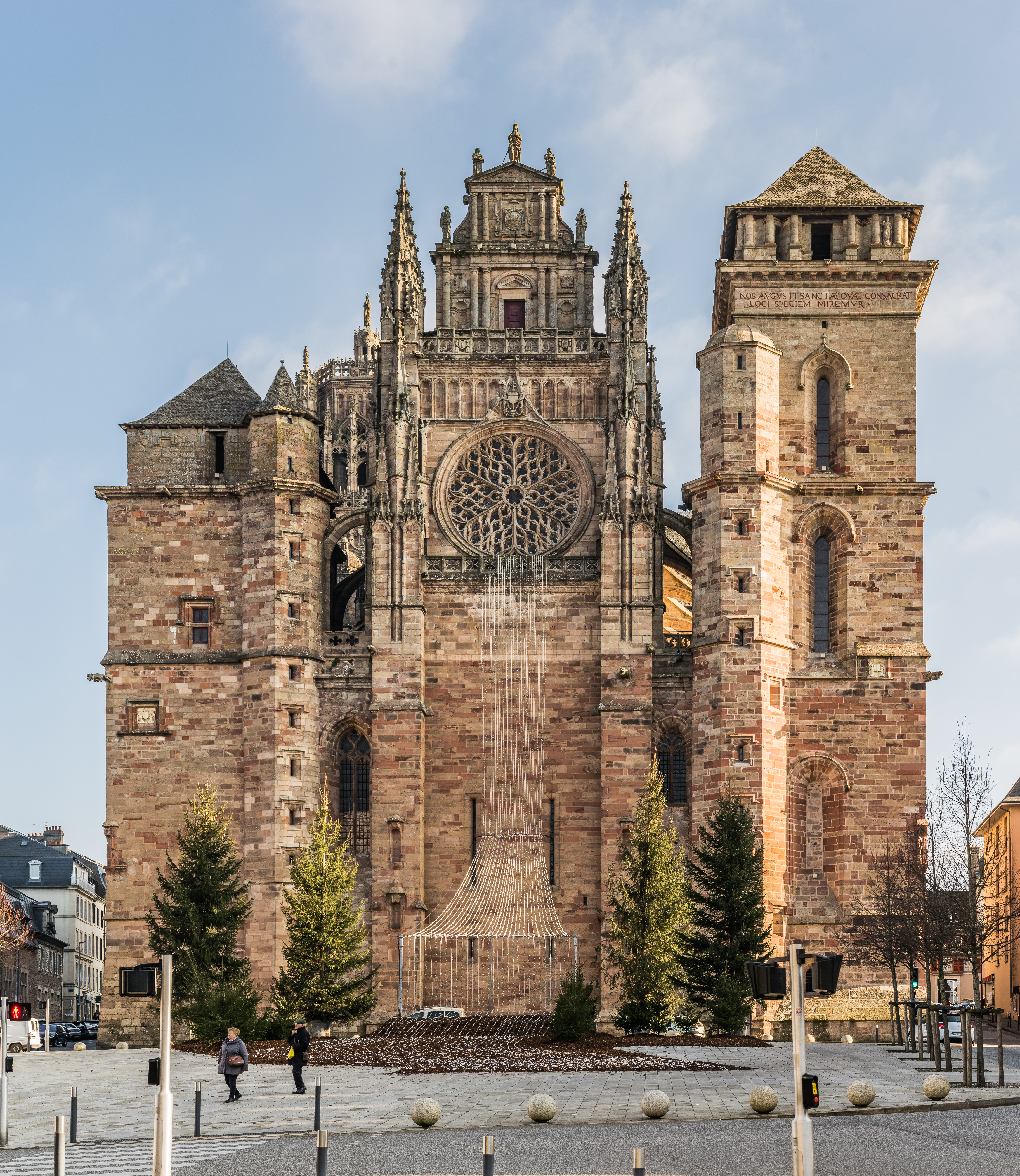
Укрепленный фасад собора Нотр-Дам в Родезе
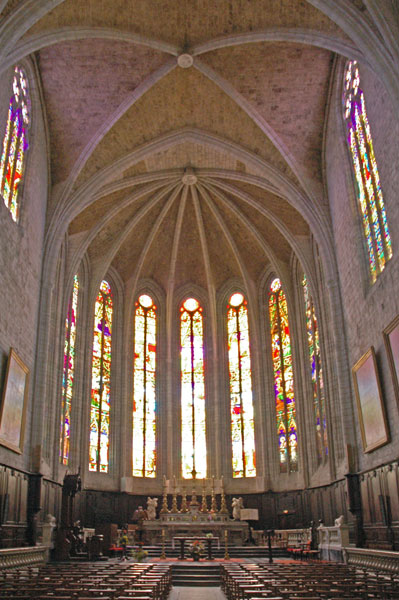
Хор собора в Лодеве
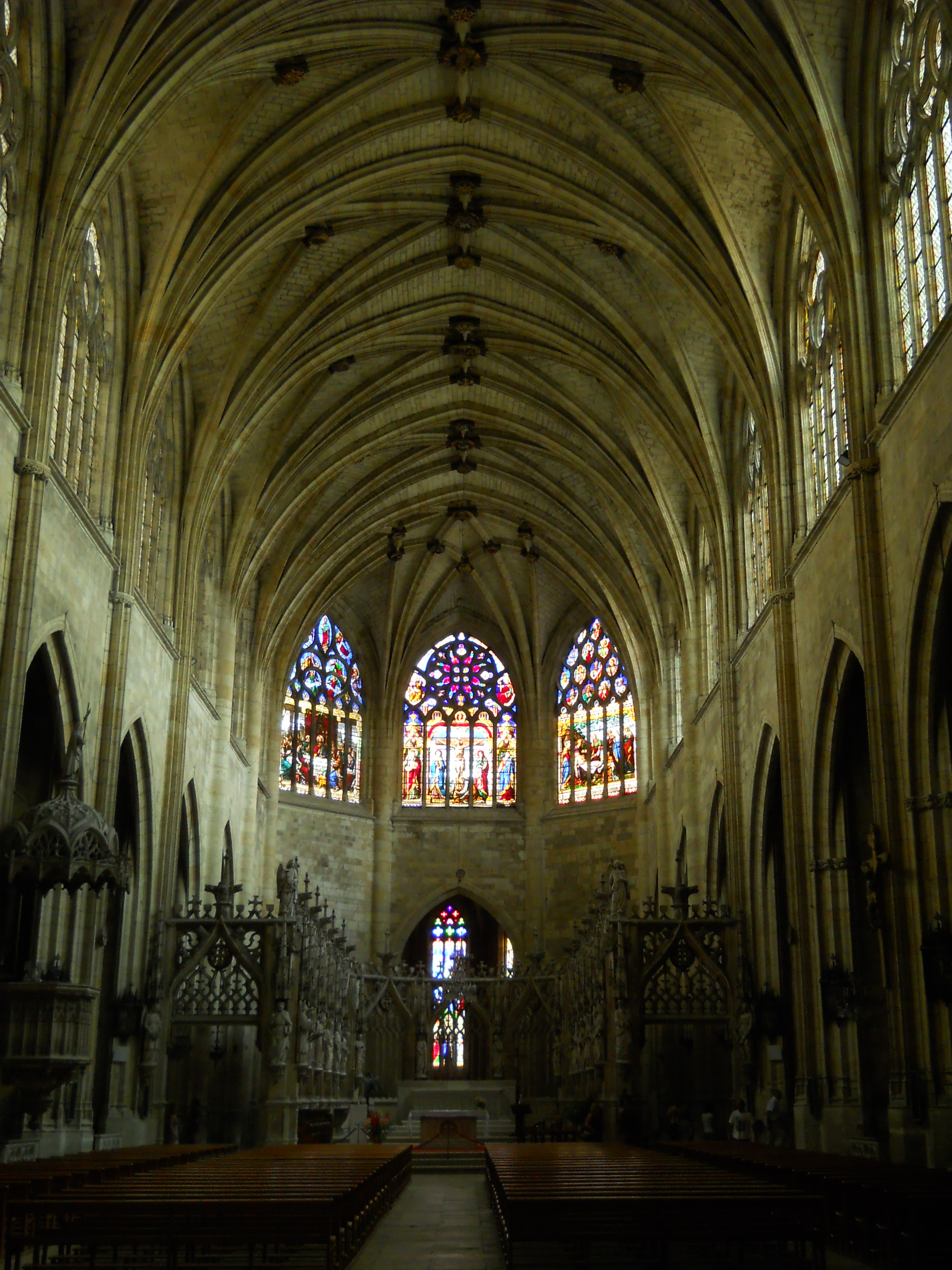
Интерьер собора Сен-Пьер в Кондоме
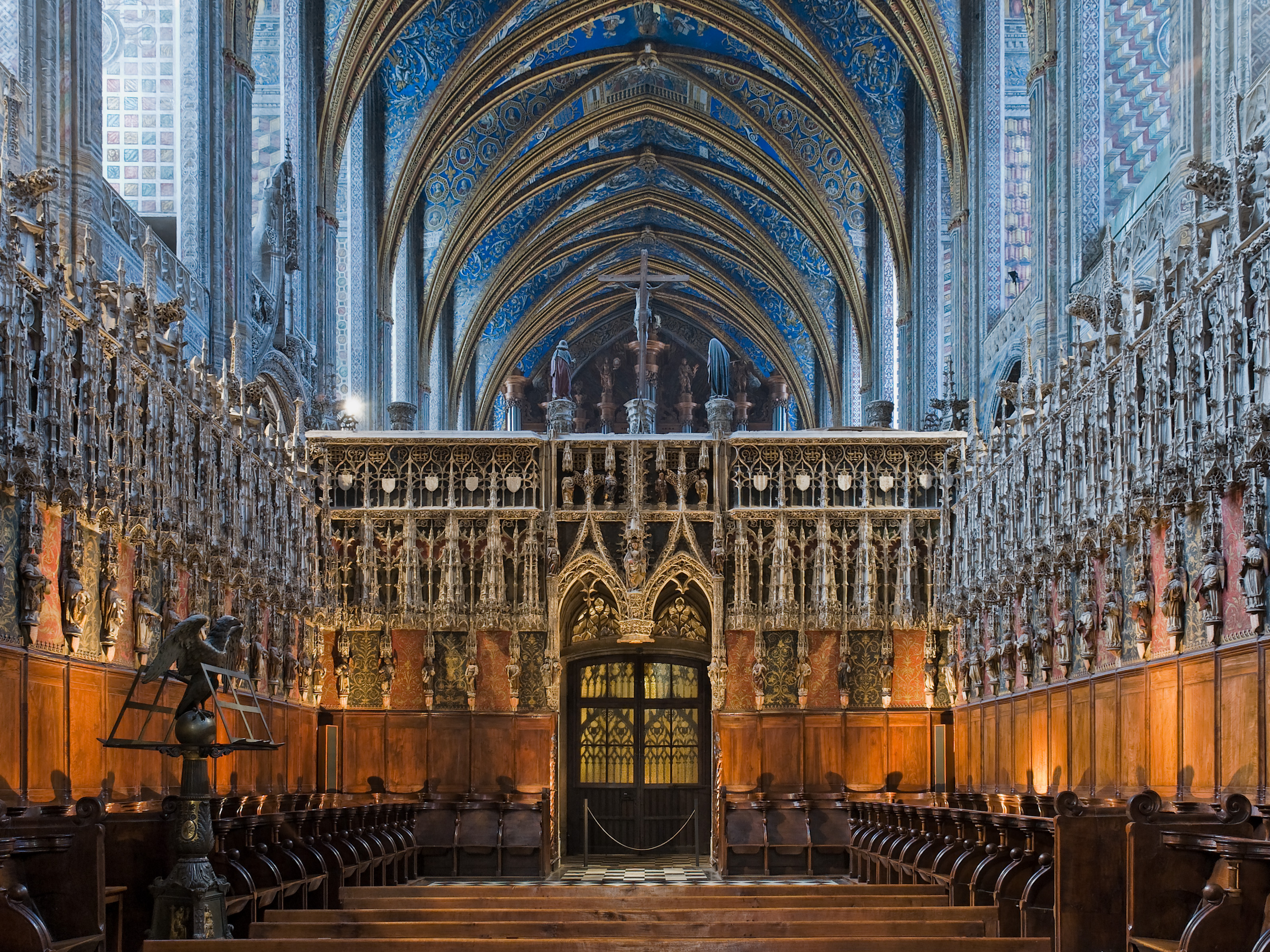
Интерьер собора Сент-Сесиль. Поздняя готика. Росписи в стиле Ренессанс
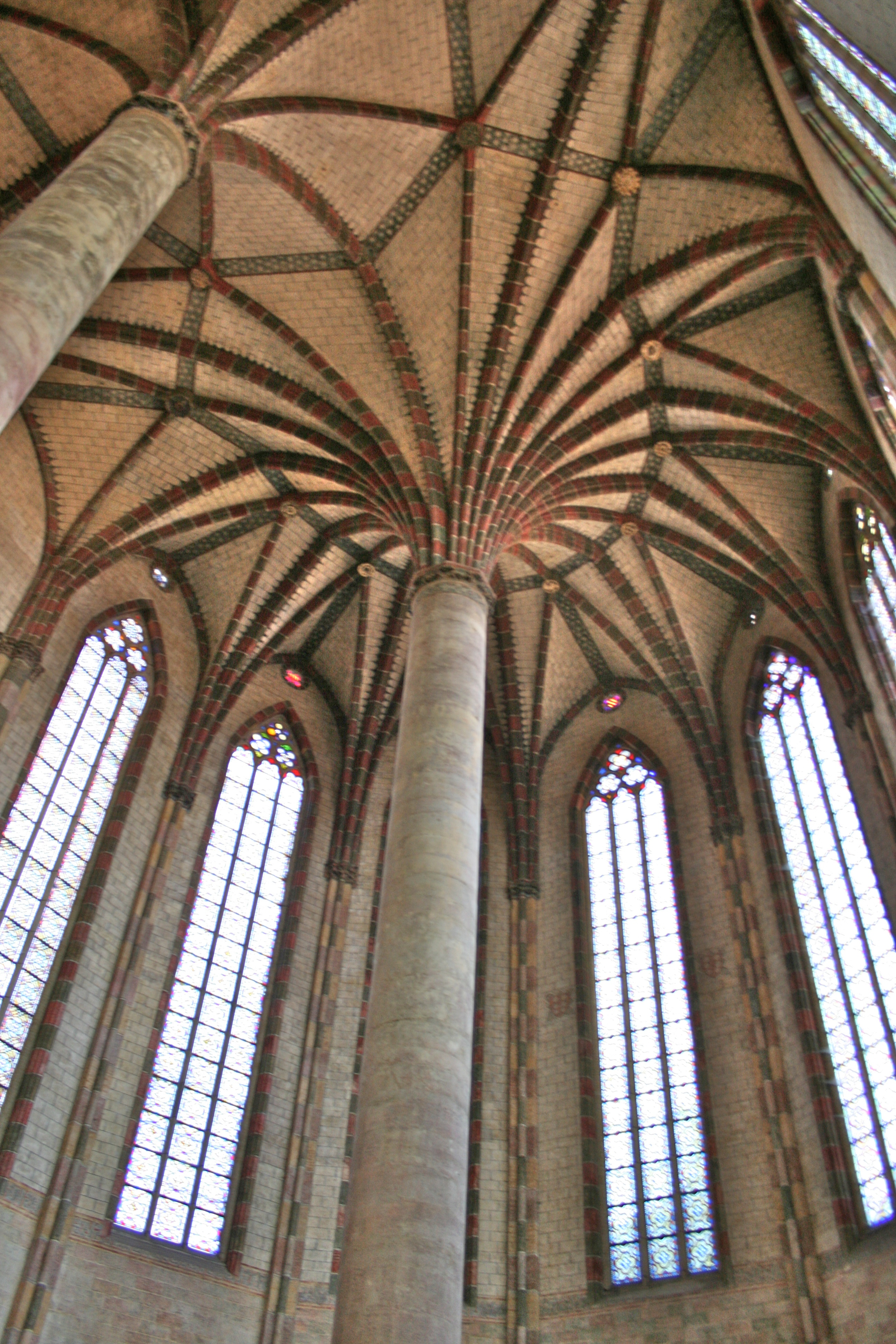
Зведчатый свод церкви якобинцев в Тулузе. Поздняя готика
Портик собора Сент-Сесиль в Альби. Поздняя готика

#### Стиль Плантагенетов

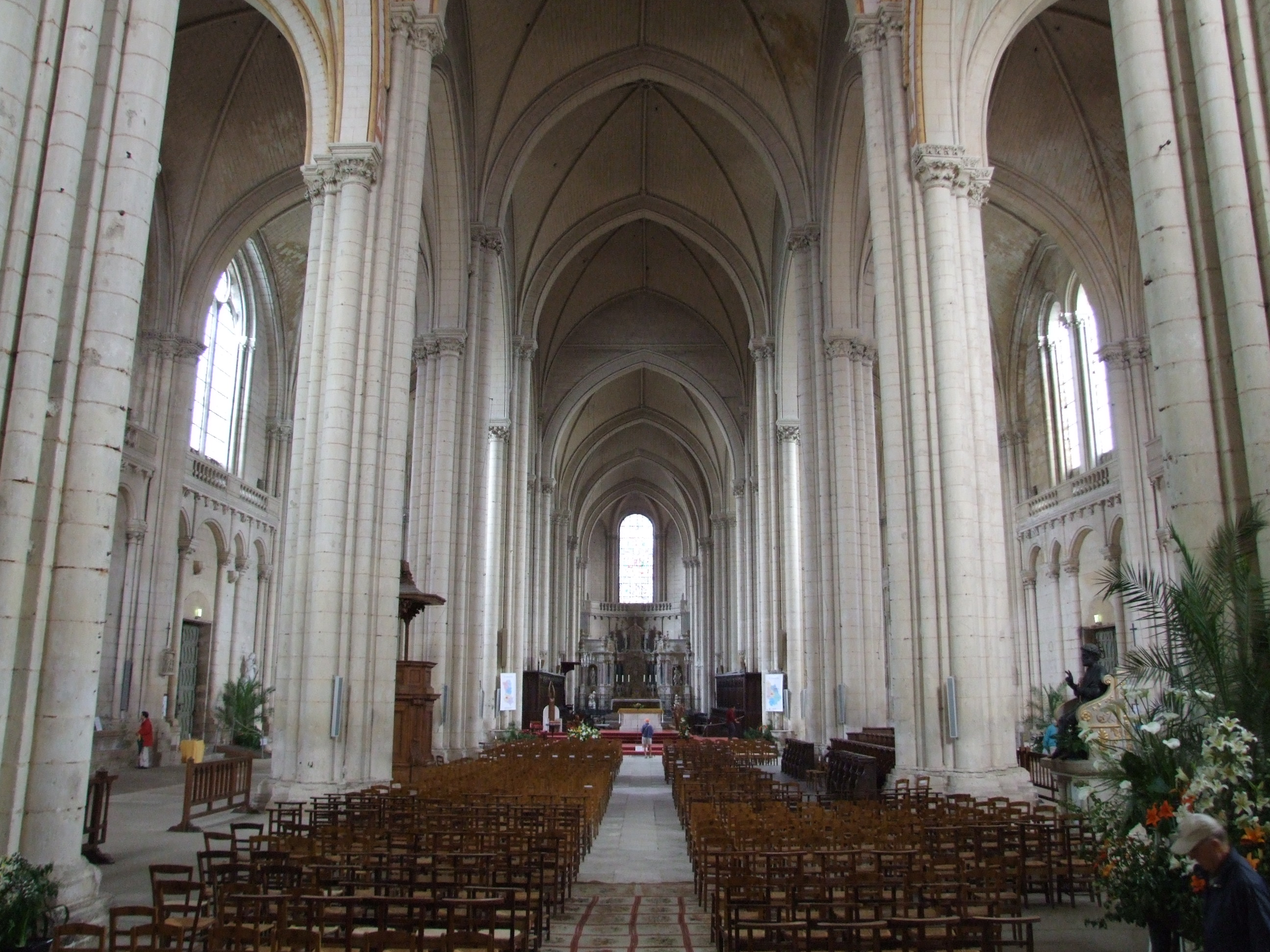
Нефы собора в Пуатье имеют одинаковую высоту и перекрыты выпуклыми сводами

Стиль Плантагенетов был распространен, главным образом, на территории нижнего течения Луары от Анжера на севере до Пуатье на юге. Название стиля связано с одноимённой династией, корни которой восходят к графству Анжуйскому. Главной особенностью стиля является конструкция сводов, которые, в отличие от сравнительно плоских северофранцузских готических крестовых сводов, имеют выпуклую форму, больше похожую на купол. Так, например, замковый камень свода нефа собора в Анжере на 3,5 м выше пяты свода. Такая система является результатом влияния готики на романскую архитектуру западной Франции. В плане такие сооружения являются однонефными или трехнефными с нефами одинаковой высоты. Толстые романские стены позволяют отказаться от аркбутанов, вся нагрузка идет на контрфорсы, однако это же не позволяет подобным сооружениям выиграть в высоте и освещении. Этот факт и стал той причиной, по которой этот стиль быль вытеснен готикой Иль-де-Франса. Кроме уже упомянутого нефа собора в Анжере, в стиле Плантагенетов построен нефы соборов Сен-Жюльен в Ле-Мане и Сент-Андре в Бордо, собор Святых Петра и Павла в Пуатье (кроме западного фасада) и другие.

## Светская архитектура

### Общие черты
Строительные приёмы готической эпохи не зависят от назначения здания. В гражданской архитектуре нельзя обнаружить ни одной архитектурной или декоративной детали, которая была бы принципиально чужда церковной архитектуре. Декоративная система готики логически вытекает из конструкции здания и потому едина в гражданских и культовых сооружениях, также единым требованиями подчинены профилировка и архитектурная скульптура. Характер произведения определён сочетанием этих общих элементов, как характер самых разнообразных высказываний определён сочетанием одних и тех же слов языка.
Например, едины конструкции сводов двухнефной церкви и трапезной аббатства, квадратные залы с центральной опорой могут быть построены и для трапезной, и для собрания капитула. Деревянные перекрытия с открытыми стропилами воспроизводят в точности конструкцию закрытых сводами стропильных систем церквей: ничем не отличаются крыша нефа церкви Сен-Жан-де-Шалон не отличается от перекрытий залов епископства Оксерр, госпиталя в Тоннере, зала в замке Пуатье и Домов судебных установлений Блуа и Парижа.

### Типы построек
Даже в городах-коммунах городские ратуши появляются поздно, потому что народные собрания происходили в соборной церкви, а муниципальные учреждения располагались в квадратных башнях. Каланча бывала расположена на рынке или над городскими воротами, служила одновременно арсеналом, архивом и казначейством. Одна из немногочисленных старейших башен XIII века была построена в Абевиле, многие другие башни не появятся раньше XV века. Ратуша XIII века находится в Септ-Антонен (департамент Тарна и Гаронны), где были сильны римские традиции. Настоящим веком муниципальных зданий во Франции является лишь XVI-й.
Рынки в средневековье обычно представляли собой большое помещение под двускатной крышей или площадь, окаймлённую крытыми галереями.
Цеховые дома обычно имели на первом этаже лавку одного из членов цеха и зал собраний корпорации на втором этаже.
Госпитали как странноприимные дома и больницы были обычно связаны с монастырями, но именно в готическую эпоху, в XII веке, начинают от них освобождаться и становиться самостоятельными учреждениями. Идея изоляции больных не прививалась, госпиталь оставался большим общим помещением, но особое внимание уделялось его вентиляции.
Коллежи, как и госпитали, в XII веке начинают обособляться от монастырей организационно, но подобны им архитектурно: общий зал для занятий и жилые помещения объединены крытыми галереями.
Общественные инженерные сооружения — дороги, мосты, каналы, дамбы и т. п. — в раздробленном средневековом обществе находились в упадке. Последние крупные дорожные работы связаны с именем Брунгильды из династии меровингов. Средневековая Европа пользовалась римскими дорогами, а новые, если и прокладывали, из оборонительных соображений оставляли безо всякого ухода. Мосты строились религиозными корпорациями арка за аркой, поэтому каждый пролёт должен был оставаться устойчивым сам по себе и делался в форме повышенного овала. По той же причине пролёты средневековых мостов были неодинаковы. кладка мостов велась по римским образцам.

### Проёмы и их заполнение в гражданских постройках
В городских домах проёмы на первом этаже делались сколь возможно малыми для безопасности. Обычно это была массивная дверь и выставка в лавке, которую закрывали прочными ставнями. Окна первого этажа выходили во двор. Напротив, окна верхних этажей в богатых домах могли быть очень большими, превращая фасад в своего рода решётку. Каркасные деревянные конструкции способствовали такому превращению без особых усилий, а каменные здания были изнутри укреплены контрфорсами. В отличие от церквей, высота окон в гражданских постройках была ограничена, поэтому перемычкой служила не стрельчатая арка, а лучковая. Для удобства изготовления открывающегося створчатого оконного переплёта арка служила лишь для разгрузки плоской монолитной перемычки, которая и завершала форму окна. Створки составлялись по-церковному из небольших кусков стекла в свинцовой оправе. В середине подоконной плиты делался водосток. Оконные коробки появляются с XV века, до этого окна были заметно негерметичны, протекали и продувались, деревянные переплёты распространены только с XVII века. Ставни были расположены изнутри. Для защиты окон от дождя, судя по сохранившимся следам, применялись навесы. Опускные окна применялись лишь в некоторых провинциях Франции и не ранее XV века.
Чердаки освещались через окна в щипцах, слуховые окна и люкарны появляются лишь в XV веке.
Двери делались по возможности меньше во избежание сквозняков и для лёгкости их обороны в случае чего. Двери сплачивают из толстых досок, деление на филёнки прививается с XIII века, украшение филёнок резными складками ткани — не ранее XV-го.

### Лестницы, отопление и вентиляция, отхожие места
Лестницы строились винтовые и прямые, настолько узкие, насколько это возможно, и для экономии места их выносили наружу: прямые — под навес, винтовые — в башенку.
С римского времени в некоторых местностях сохранилась технология гипокауста. Чаще применялся центральный очаг, топящийся по-чёрному. Камины с дымоходом, вероятно, были завезены во Францию крестоносцами. Приточный вентиляционный канал в небольших помещениях с одним очагом был внизу стены, в больших залах, чтобы не создавать сквозняков, устраивали приток воздуха вместе с вытяжкой в своде.
Отхожие места были отделены от жилых помещений коленчатыми галереями и т. п. способами, в крупных комплексах они могли быть сгруппированы вокруг особого двора. Только в замках нужники помещали внутри здания, тщательно отделяя их непроницаемыми перегородками и дверьми.

### Деревянные конструкции
Деревянные конструкции перекрытий широко используются в гражданской архитектуре эпохи готики. При этом принимаются меры к тому, чтобы дерево никогда не было лишено свободного доступа воздуха, чтобы оно не отсыревало и не гнило. Например, потолки и деревянные стены не штукатурят, концы балок перекрытий не заделывают в стену, а кладут на каменную консоль. В некоторых постройках деревянные перекрытия не опирались на стены совсем, для них были устроены отдельные деревянные же столбы. В поздней готике балки связывались с каменными стенами при помощи железных анкеров.
Потолки иногда устраивали из узких сводиков, опирающихся на квадратные брусья, уложенные под углом 45°.
Цельнодеревянные здания (как швейцарские шале) во Франции не встречаются из-за того, что страна не была богата лесом. Для экономии леса были распространены фахверковые постройки с деревянным каркасом, заполненным бутовой кладкой. Дерево никогда не штукатурилось, чтобы не ускорять гниение, но могло быть обшито шифером или гонтом. Фахверковые стены обладают достаточной теплоизоляцией при малой толщине, что было особенно важно в тесноте средневековых городов. Также лёгкость фахверковых построек позволяла строить в несколько этажей, которые нависали над улицей, опираясь на различные системы консолей.